# Réseau hydrographique de la Charente-Maritime
Le réseau hydrographique de la Charente-Maritime est l'ensemble des éléments naturels (fleuves, rivières, ruisseaux) ou artificiels (canaux), drainant le territoire du département de la Charente-Maritime (région Nouvelle-Aquitaine, France). Il regroupe ainsi des cours d'eau ou canaux situés entièrement ou partiellement en Charente-Maritime.
Le réseau hydrographique départemental présente une longueur de près de 3 000 km d'écoulements, hors marais.

## Caractéristiques

### Cours d'eau

#### Notion de cours d'eau
Jusqu'en 2016, aucun texte législatif ne définissait la notion de cours d'eau. Ce n'est qu'avec la loi du 8 août 2016 pour la reconquête de la biodiversité, de la nature et des paysages que cette lacune est comblée. L'article 118 de cette loi insère un nouvel article L. 215-7-1 dans le code de l'environnement précisant que « constitue un cours d'eau un écoulement d'eaux courantes dans un lit naturel à l'origine, alimenté par une source et présentant un débit suffisant la majeure partie de l'année. L'écoulement peut ne pas être permanent compte tenu des conditions hydrologiques et géologiques locales. ». Ainsi les trois critères cumulatifs caractérisant un cours d'eau sont :
- la présence et la permanence d’un lit naturel à l’origine, ce qui distingue les cours d’eau (artificialisés ou non) des fossés et canaux creusés par la main de l’homme ;
- l’alimentation par une source ;
- la permanence d’un débit suffisant une majeure partie de l’année, critère qui doit être évalué en fonction des conditions climatiques et hydrologiques locales.

#### Bassins versants et cours d'eau de la Charente-Maritime
Les bassins hydrographiques sont découpés dans le référentiel national BD Carthage en éléments de plus en plus fins, emboîtés selon quatre niveaux : régions hydrographiques, secteurs, sous-secteurs et zones hydrographiques. Le département est découpé en cinq régions hydrographiques : « les Bassins côtiers du sud de la Loire » et « les îles marines » au nord du département au sein du bassin Loire-Bretagne, « la Charente », la « Dordogne » et « les fleuves côtiers » au sein du bassin Adour-Garonne.
Les secteurs et sous-secteurs peuvent être regroupés dans des bassins versants homogènes. Dans le bassin Adour-Garonne, un découpage hydrographique spécifique a été défini pour les eaux de surface par le SDAGE 1996 et conservé dans les SDAGE 2010 puis 2016 : les unités hydrographiques de référence (UHR). La logique de définition repose sur les trois points suivants : une cohérence hydrogéographique forte, une taille moyenne et un bon cadrage de ces unités par les réseaux nodaux du SDAGE (qualité et quantité).
Le territoire départemental peut ainsi être décomposé en quatre grands bassins versants et sept UHR :
- le bassin de la Loire, d'une très grand superficie (117 000 km2) et qui s'étend sur plus de 20 % du territoire national, avec, dans le département de la Charente-Maritime, une petite partie au nord du département, drainée par l'Autise et le Mignon ;
- le bassin de la Charente, le plus petit bassin versant d’Adour-Garonne (10 549 km2), occupe une grande partie centrale du territoire départemental et se répartit dans le département en trois UHR : « Charente aval » (3 460 km2), drainée par la Charente et le Né, « Boutonne » (1 440 km2), et « les Marais de Charente » (1 320 km2)[4] ;
- le bassin de la Dordogne, plus grand bassin versant d'Adour-Garonne (24 000 km2) après celui de la Garonne, occupe le sud du département et se subdivise en deux UHR : « Dronne », drainée par la Dronne et le Goulor, et « Dordogne atlantique », drainée par le Lary et le Palais ;
- les fleuves côtiers, qui regroupent deux UHR : « Seudre Baie de Marenne d'Oléron » et « l'estuaire de la Gironde ».

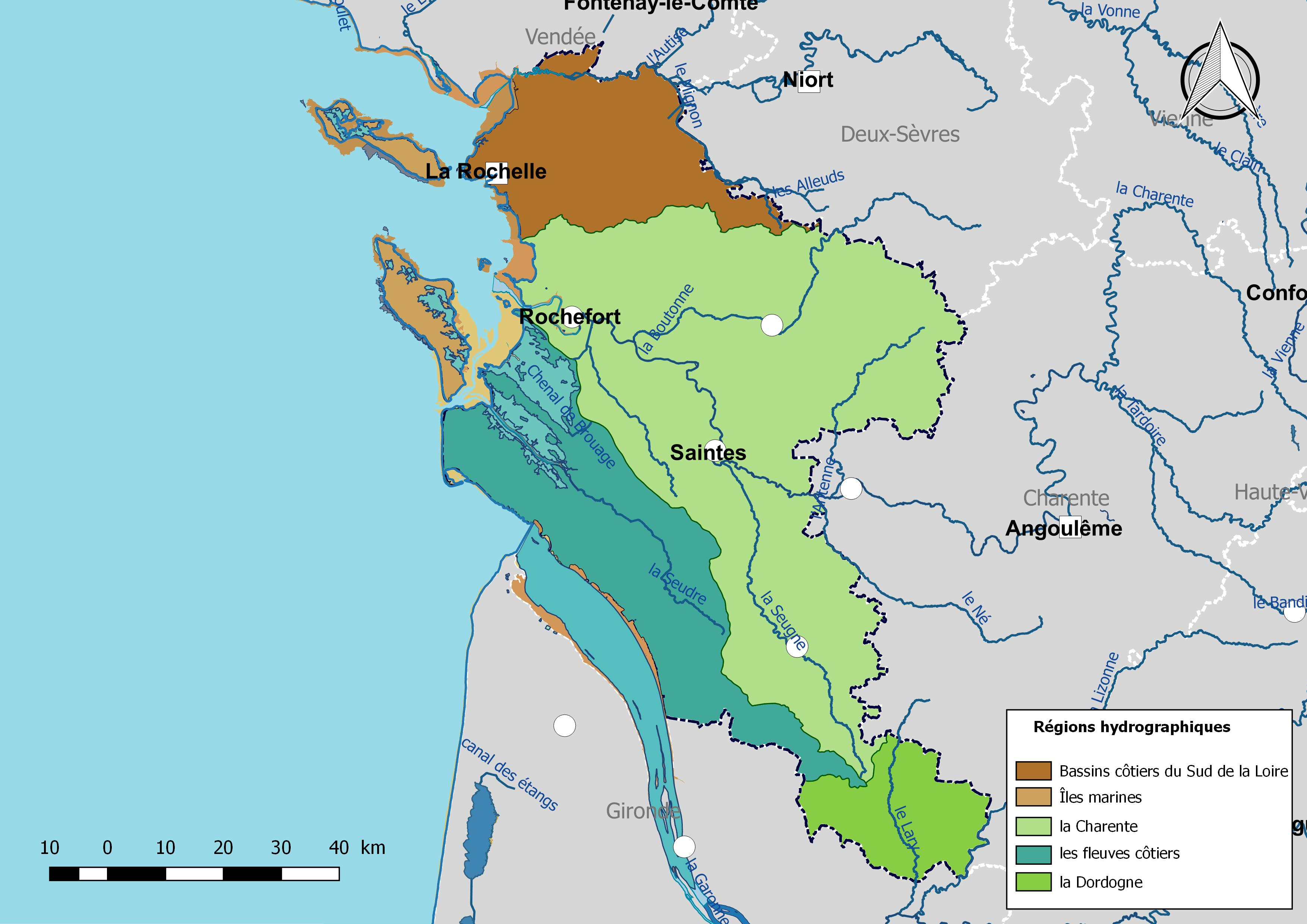
La Charente-Maritime est découpée en cinq régions hydrographiques.
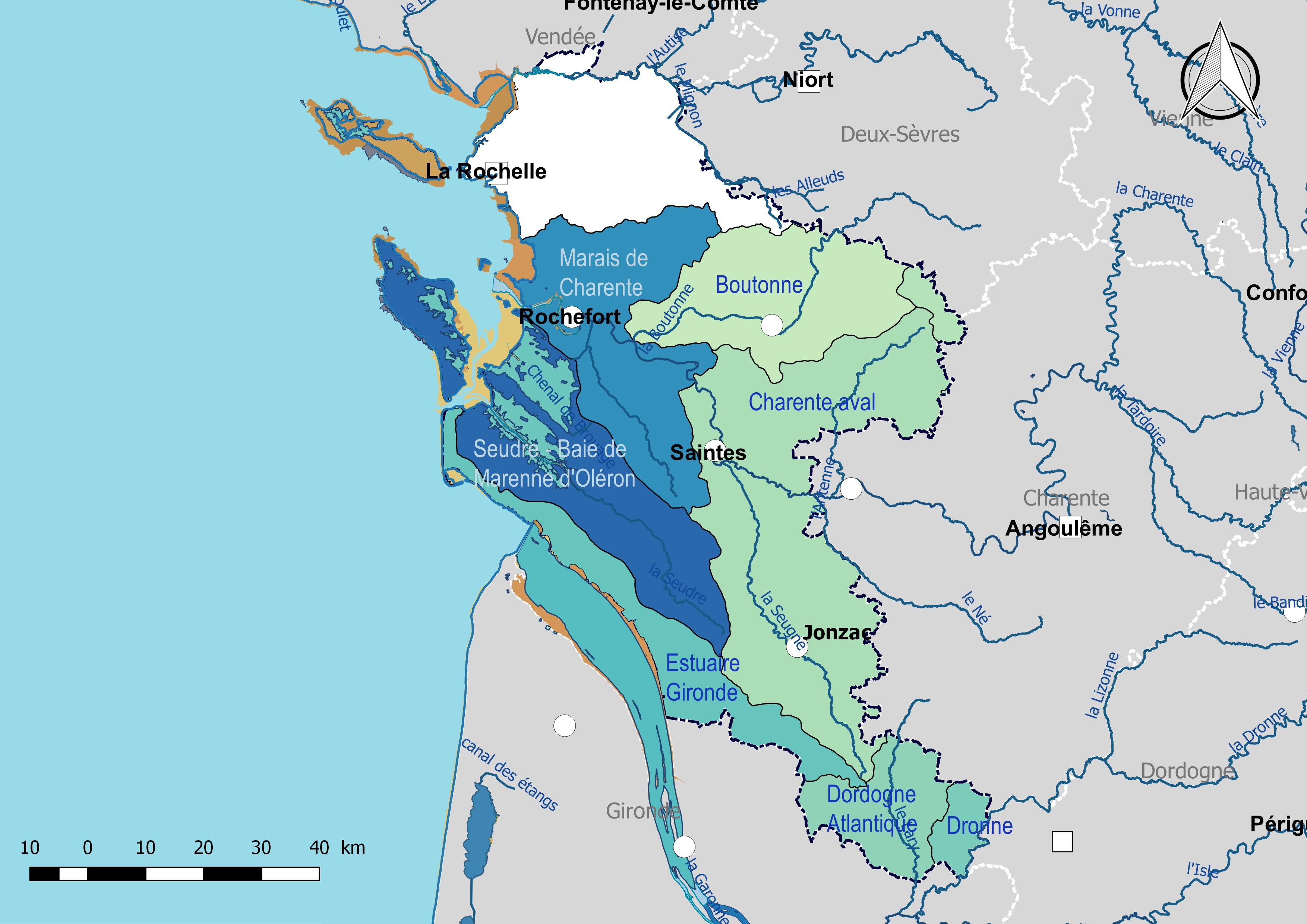
Les unités hydrographiques de référence de la Charente-Maritime.

Le réseau hydrographique s’étend sur un linéaire de près de 3 000 km d’écoulements (territoires hors marais),.

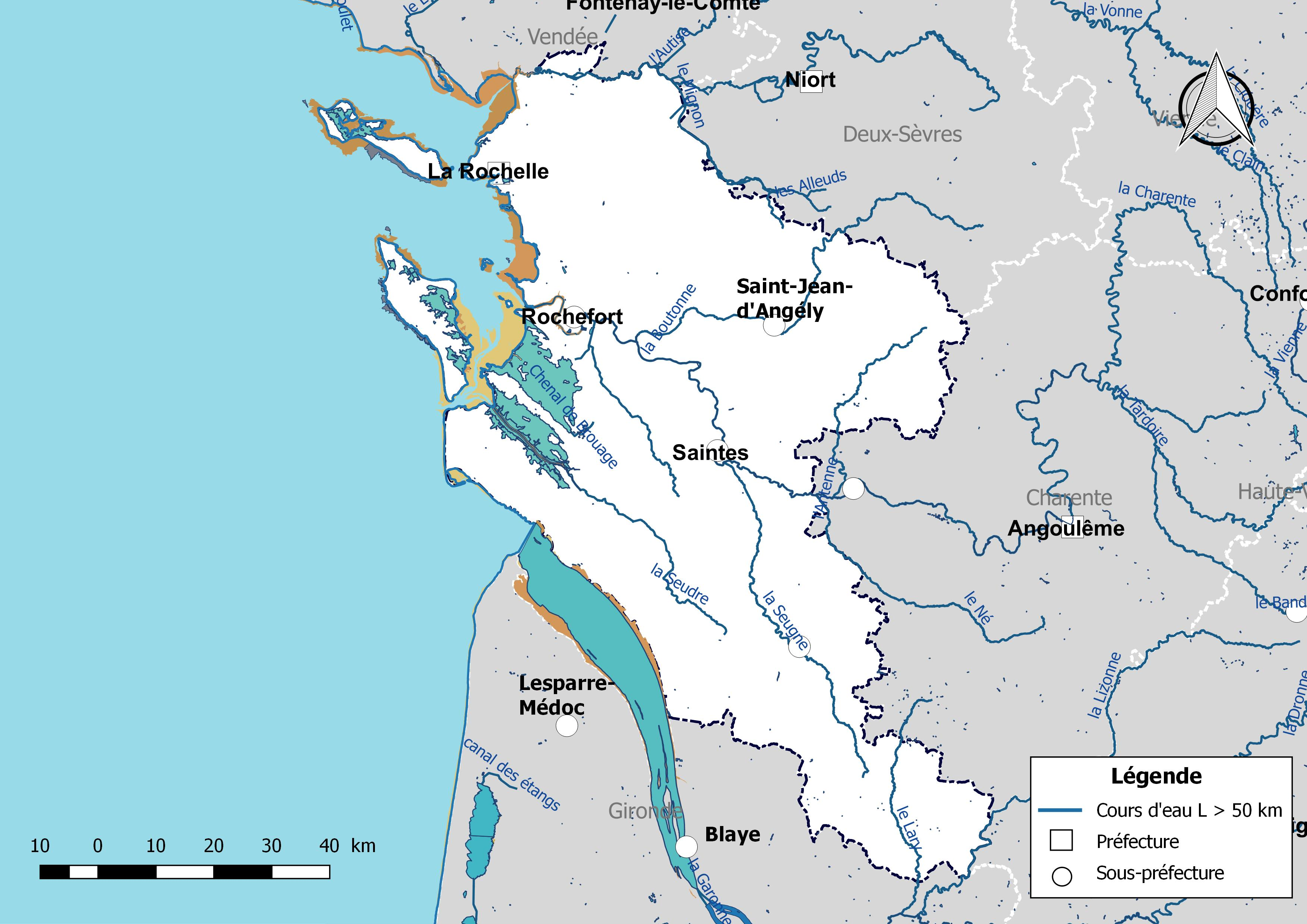
Carte des cours d'eau de longueur supérieure à 50 km de la Charente-Maritime.
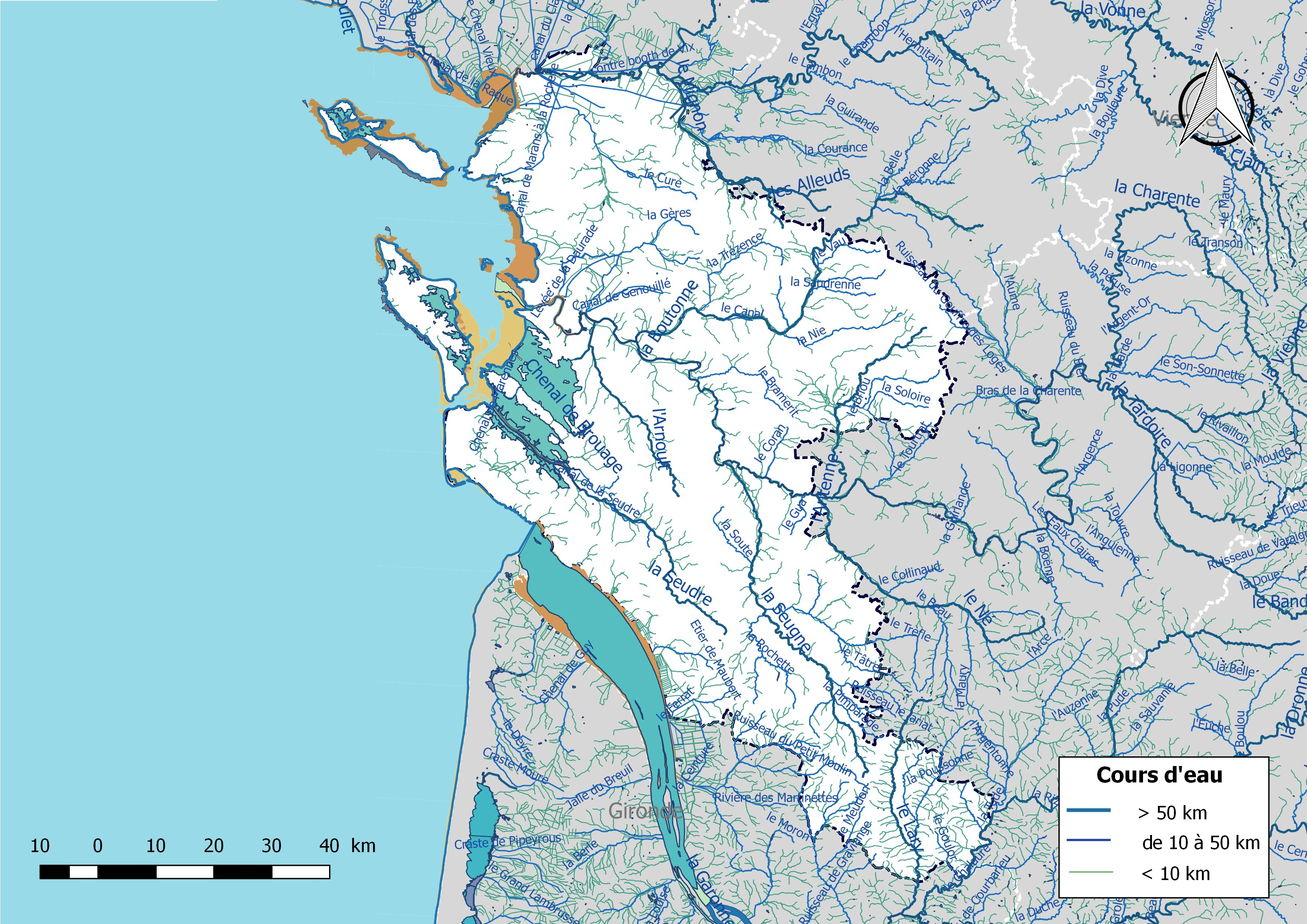
Carte de l'ensemble du réseau hydrographique de la Charente-Maritime.

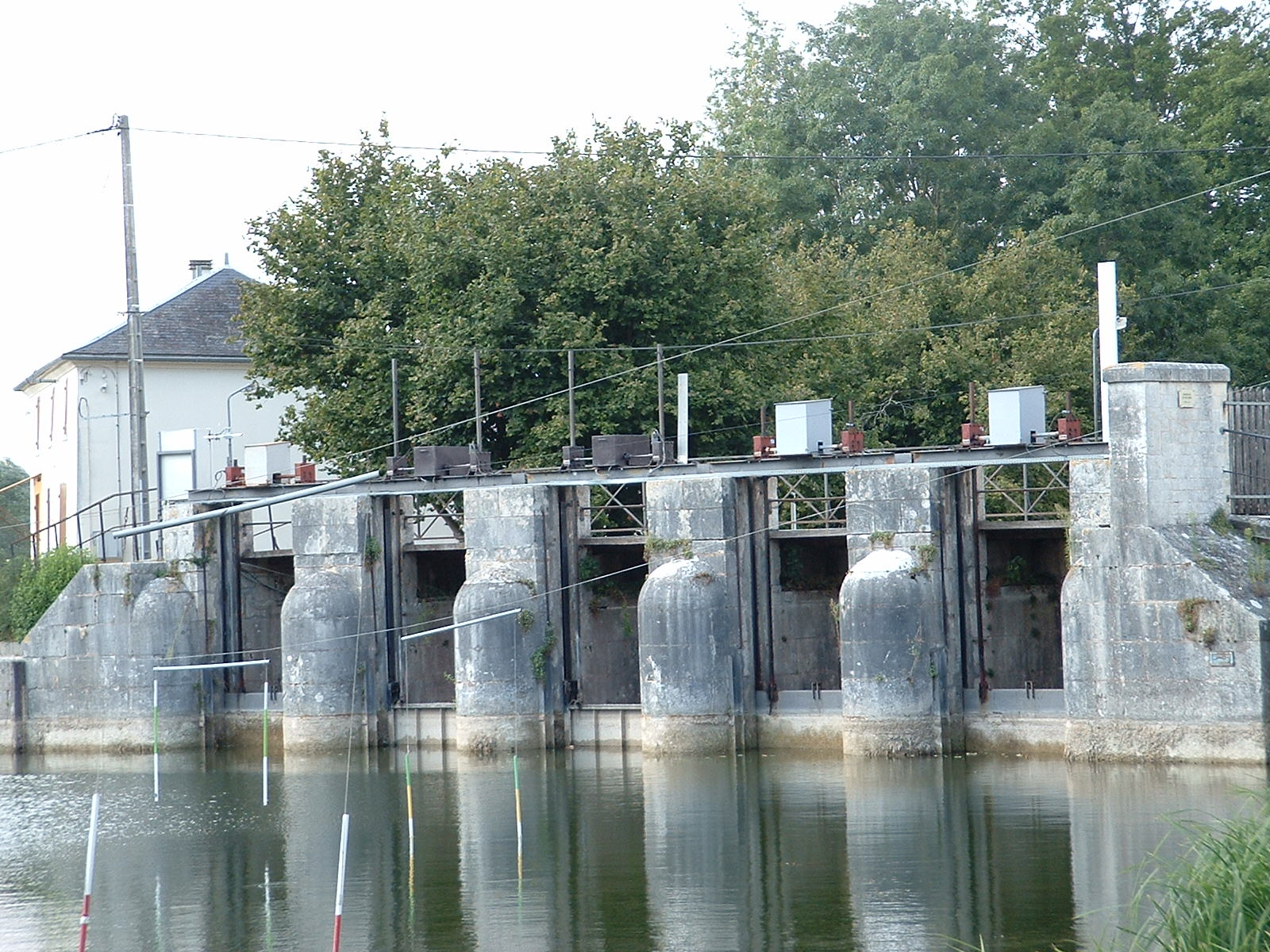
Écluses de Saint-Jean-d'Angély sur la Boutonne.
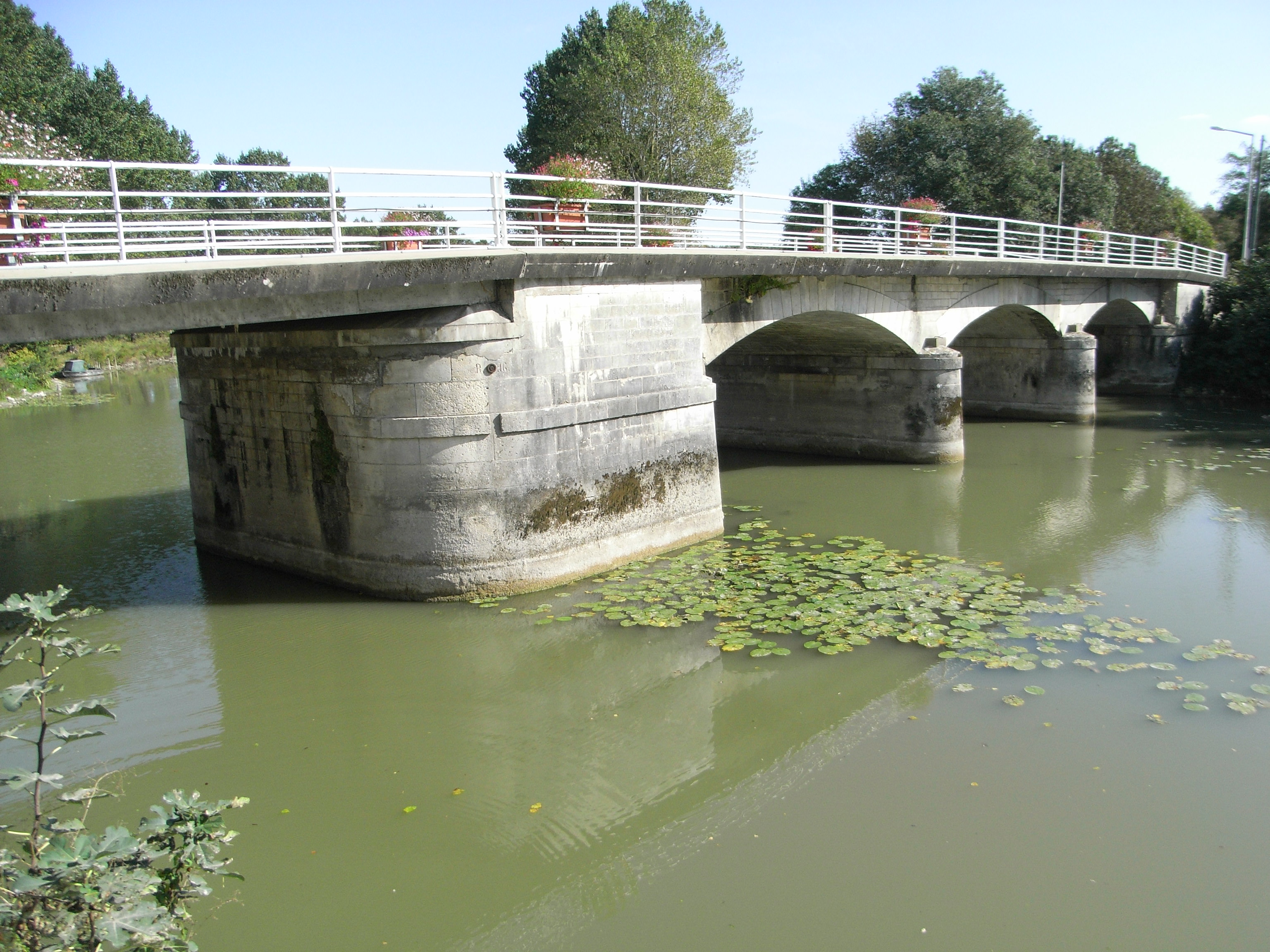
Pont (RD 739E) sur la Boutonne à Tonnay-Boutonne.
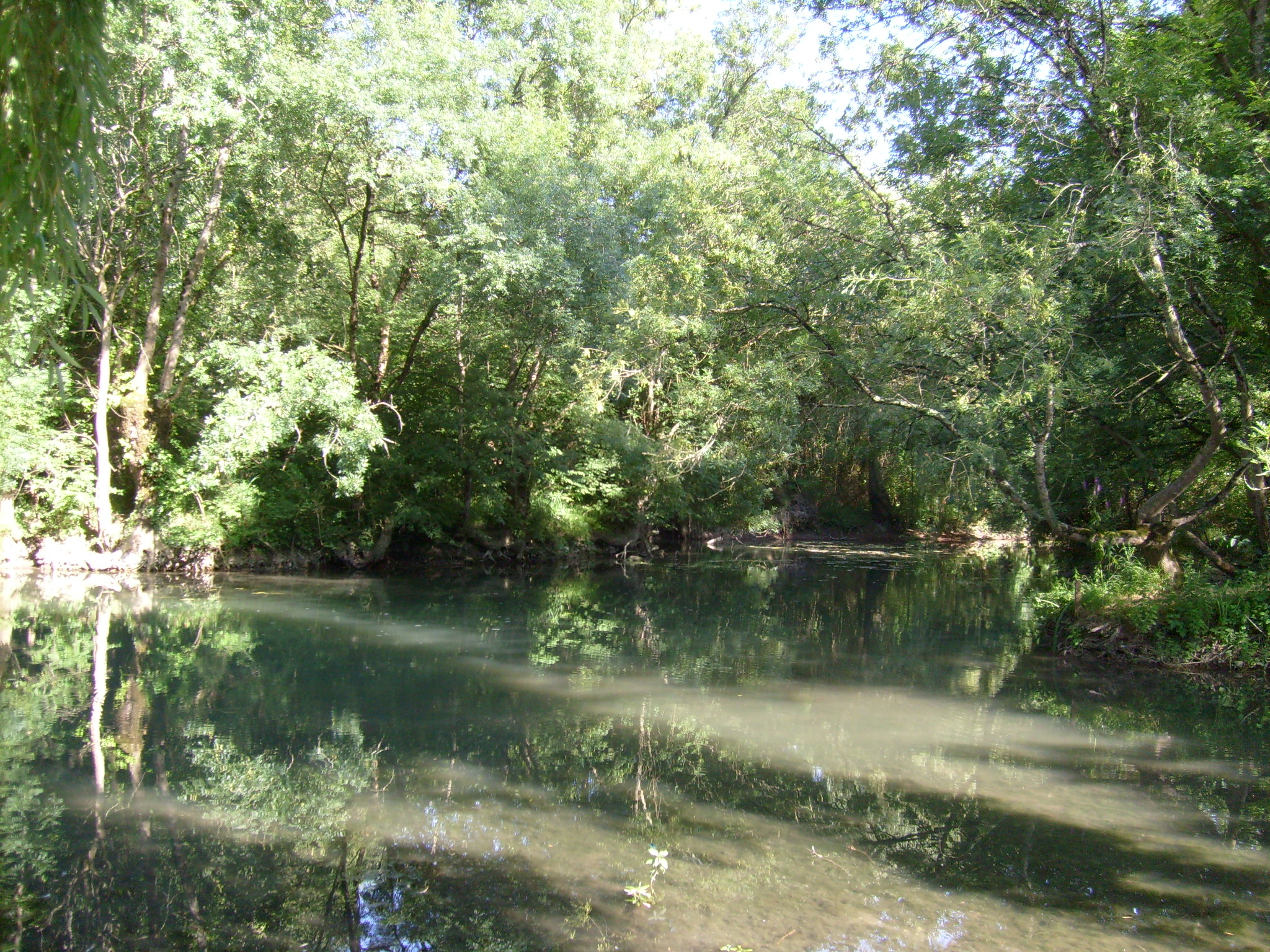
La Seugne à Pons.
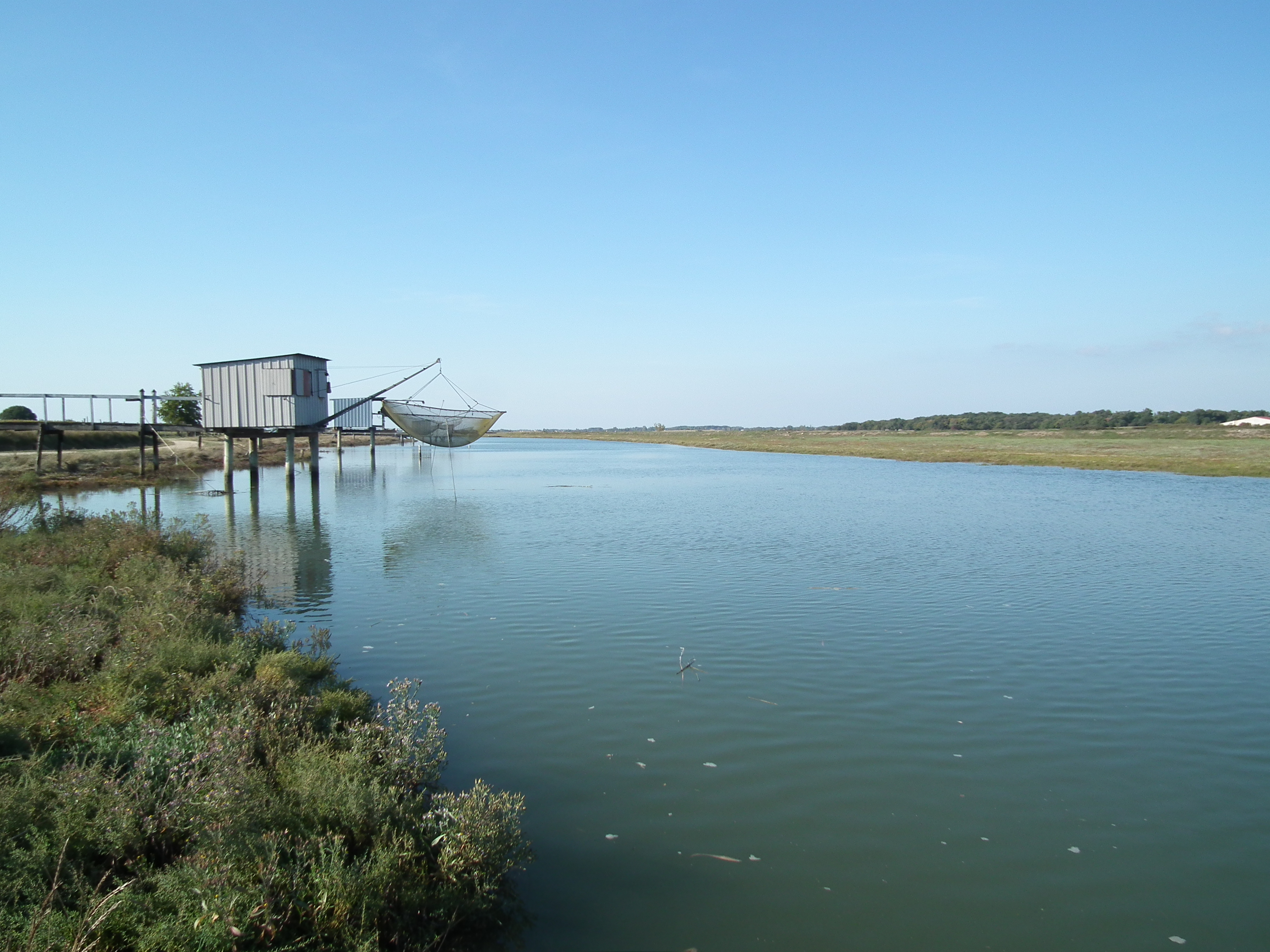
La Seudre à Saujon.

#### Hydrologie des principaux cours d'eau
Les données hydrologiques des principaux cours d'eau de la Charente-Maritime sont acquises grâce à un ensemble de stations de mesure et sont stockées dans une base de données nationale dénommée Banque Hydro. Les hauteurs d'eau sont mesurées à des pas variables et permettent de calculer, par station, les débits instantanés, journaliers, mensuels, etc. à partir des valeurs de hauteur d'eau et des courbes de tarage (relations entre les hauteurs et les débits). Ces valeurs sont actualisées à chaque mise à jour d'une hauteur ou d'une courbe de tarage (addition, précision supplémentaire, correction, etc.). Ces stations de mesures (en activité ou hors service) sont les suivantes :

#### Cartographie des cours d'eau au titre de la police de l'eau
En lien avec la loi pour la reconquête de la biodiversité, de la nature et des paysages, publiée au Journal officiel du 9 août 2016, définissant la notion de cours d’eau, une instruction du gouvernement du 3 juin 2015 demande aux services d’État de mettre en place une cartographie du réseau hydrographique dans chaque département, afin de permettre aux riverains concernés de distinguer facilement les cours d’eau des fossés, non soumis aux mêmes règles : une intervention sur un cours d’eau allant au-delà de l’entretien courant ne peut en effet se faire que dans le cadre d’une déclaration ou autorisation « loi sur l’eau ». En outre les agriculteurs qui demandent les aides de la politique agricole commune (PAC) doivent implanter ou conserver une bande tampon de cinq mètres, le long des cours d'eau classés au titre des Bonnes conditions agricoles et environnementales (BCAE). Dans ce cadre, les services de l'État ont engagé une démarche progressive d'identification des cours d'eau et publié une carte de ceux-ci.

#### Domaine public fluvial
Le domaine public fluvial, défini par le code général de la propriété des personnes publiques, est composé d’un domaine public naturel et d’un domaine public artificiel. Le domaine public naturel est constitué des cours d’eau et lacs appartenant à l’État, à ses établissements publics, aux collectivités territoriales ou à leurs groupements, et classés dans leur domaine public fluvial.
Le domaine public artificiel est constitué par des canaux, plans d’eau et ports intérieurs appartenant à une personne publique et classés dans son domaine public, ainsi que ses accessoires.
Dans le département de la Charente-Maritime, la navigation sur les eaux du domaine public fluvial (DPF) est maritime :
- sur la Gironde, jusqu’à la pointe de Suzac à Saint-Georges-de-Didonne (décret du 26 août 1857) ;
- sur la Charente, du pont suspendu de Tonnay-Charente à l’alignement du feu aval de la rive gauche à Port-des-Barques et du centre du fort Vasoux, en rive droite (décret du 9 septembre 1899) ;
- sur la Sèvre Niortaise, de l’aval de l’écluse du Carreau d’Or, à Marans, au lieu-dit « Corps de Garde », commune de Charron (décret du 23 novembre 1857).

### Plans d'eau et milieux aquatiques

#### Plans d'eau
L'appellation plan d'eau désigne l'ensemble des retenues d'eau stagnante, d'eau plane, quelle que soit leur surface (minimale ou maximale) et quelle que soit leur profondeur et comprend donc aussi bien les trous d'eau de quelques dizaines ou centaines de m2 que les grands lacs. Les principaux plans d'eau sont de petites dimensions : le lac de la Lande (7 ha), le lac du Bois Fleuri (7 ha), le lac de la Métairie (4 ha), l'étang de l'Hommée (2 ha), le lac de Jolysable (2 ha), l'étang du Vieux Pont (1 ha).

#### Milieux humides

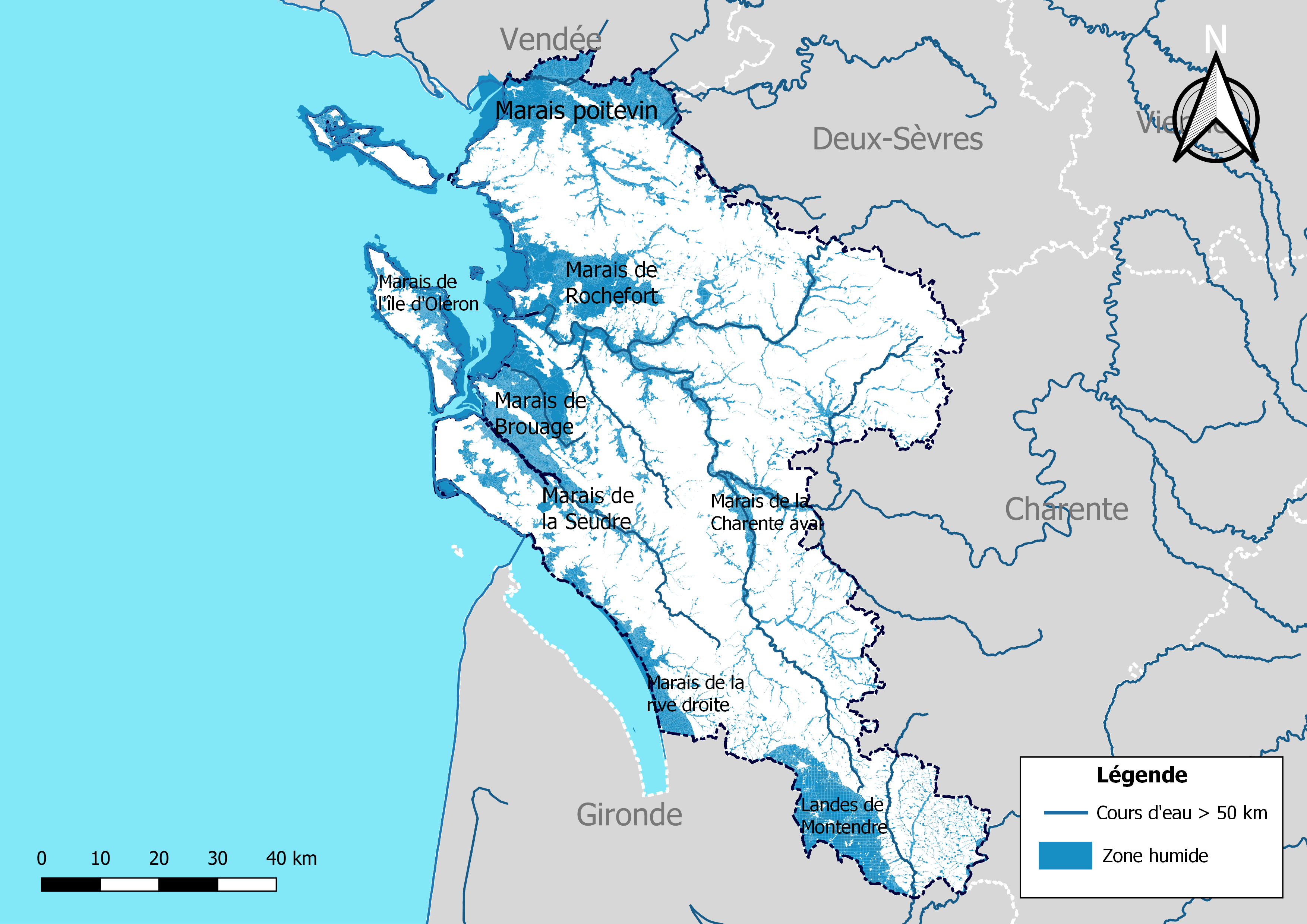
Carte des zones humides de la Charente-Maritime.

À la différence des cours d’eau, les eaux des mares et étangs sont stagnantes. La profondeur est faible de sorte que la lumière, qui permet la photosynthèse, pénètre souvent jusqu’au fond. De 1998 à 2002, Poitou-Charentes Nature a engagé un programme régional d'inventaire des mares de la région Poitou-Charentes, avec l’aide de ses associations membres et de leurs bénévoles. Le sud du territoire départemental présente une densité importante de mares.
Le département de la Charente-Maritime abrite environ 110 000 hectares des quelque 200 000 hectares de marais du littoral atlantique (du Morbihan à la Gironde). Ces marais constituent de vastes zones humides rétro-littorales et le long des grands fleuves (la Sèvre Niortaise, la Charente, la Seudre et la Gironde) et de leurs affluents (la Boutonne et la Seugne). Ils peuvent être doux (exclusivement alimentés par de l’eau douce et réaménagés à des fins agricoles) ou salés (exclusivement alimentés en eau salée par l’intermédiaire d’un réseau de digues, chenaux et « ruissons »). Six ensembles peuvent être dénombrés :
- le Marais poitevin, doux, qui s'étend sur trois départements (Charente, Charente-Maritime et Vendée) et est alimenté par la Sèvre Niortaise et le Curé. L’ensemble de ses canaux convergent vers la baie de l'Aiguillon ;
- les marais de Rochefort Nord, alimentés par le canal de Charras ainsi que par la station du Pont Rouge ;
- les marais de Brouage : alimentés par l'Arnoult, le canal de la Charente à la Seudre et le canal de Brouage ;
- les marais de la presqu'île d'Arvert et de bordure de la Gironde : ils s'écoulent dans la Seudre ou la Gironde ;
- les marais de bordure de Charente, de Boutonne et de Seugne (doux) ;
- les marais de la Seudre et des îles (salés).

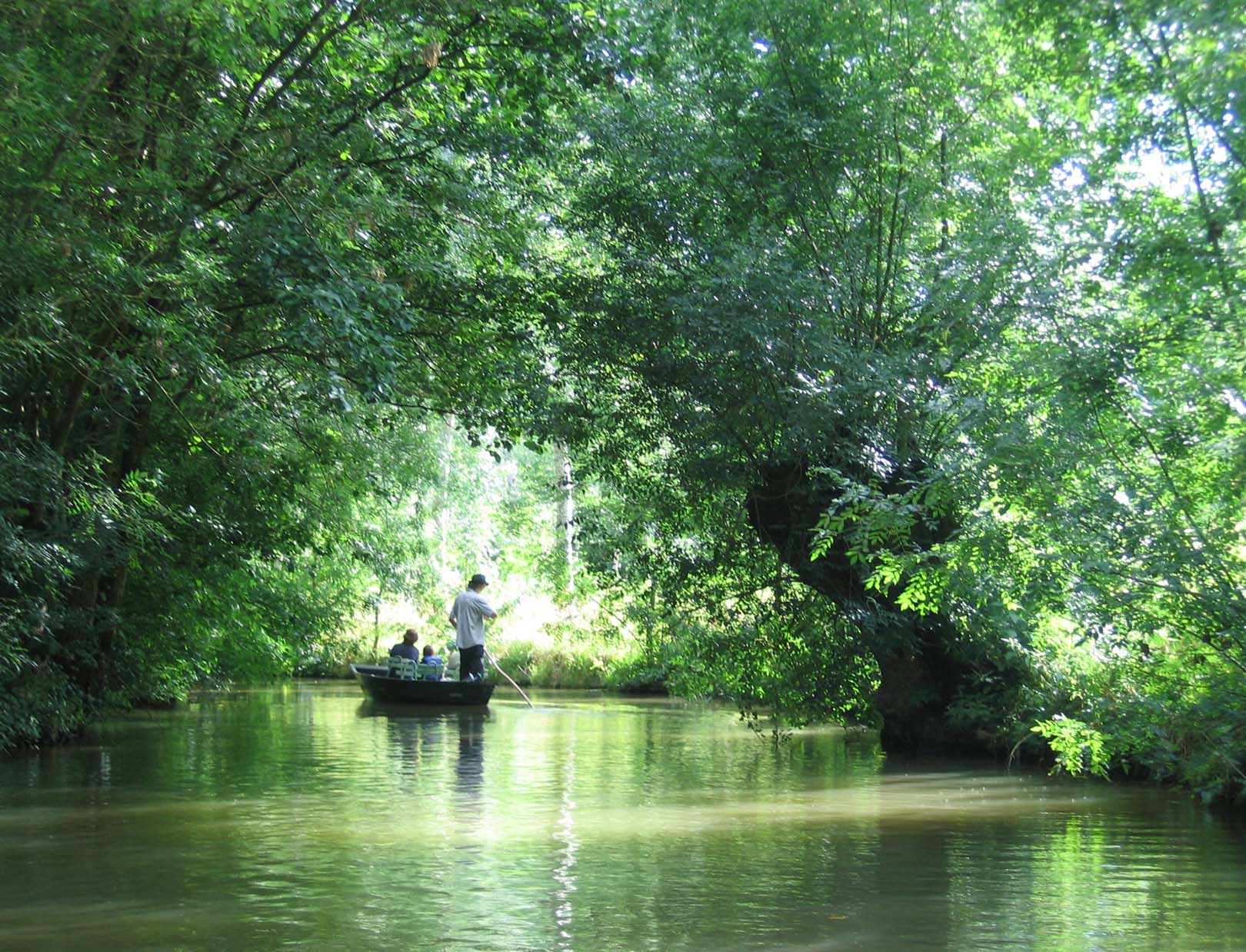
Promenade en barque dans le Marais poitevin.
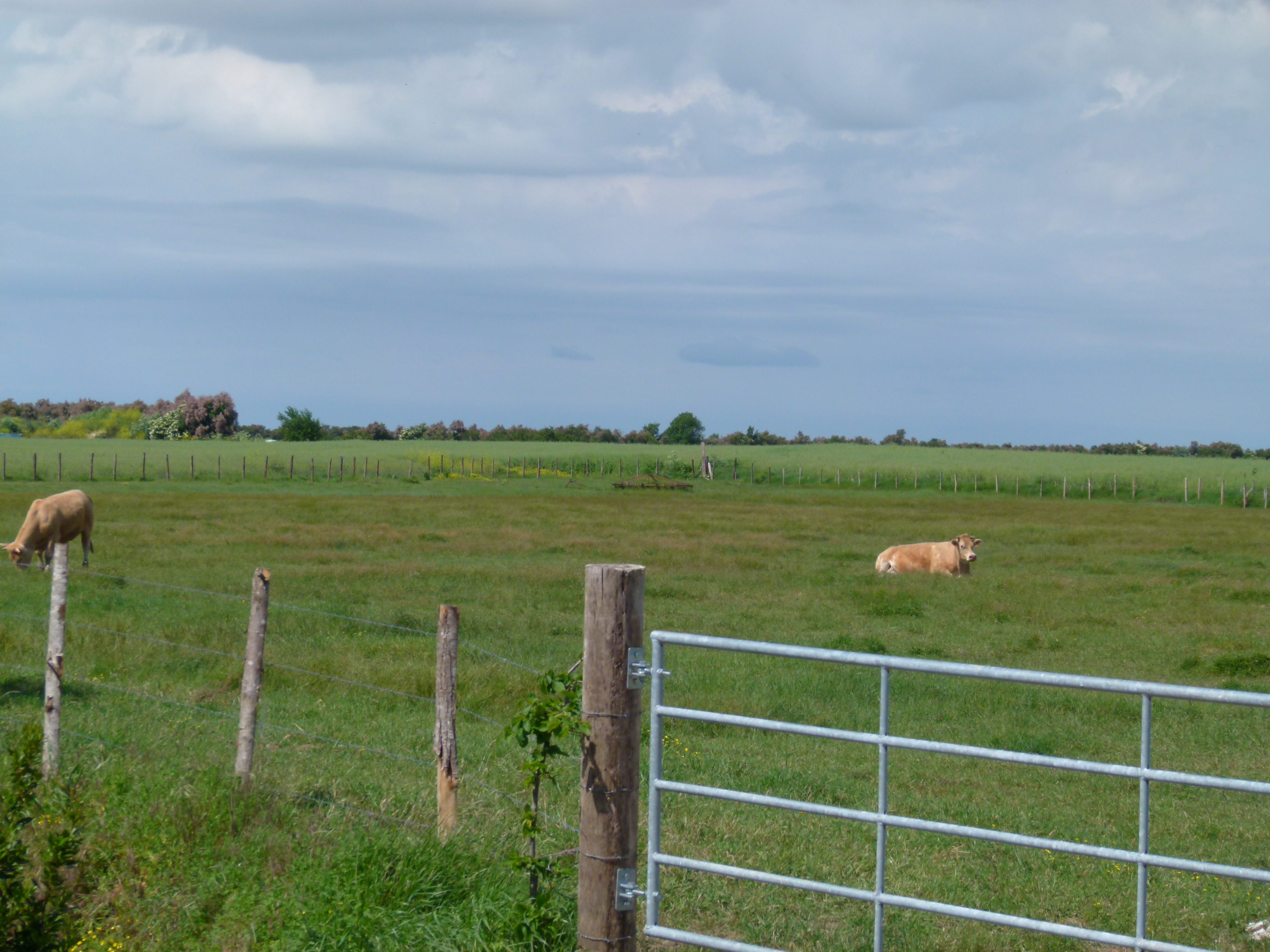
Marais intermédiaires et desséchés : charolaises à Esnandes.
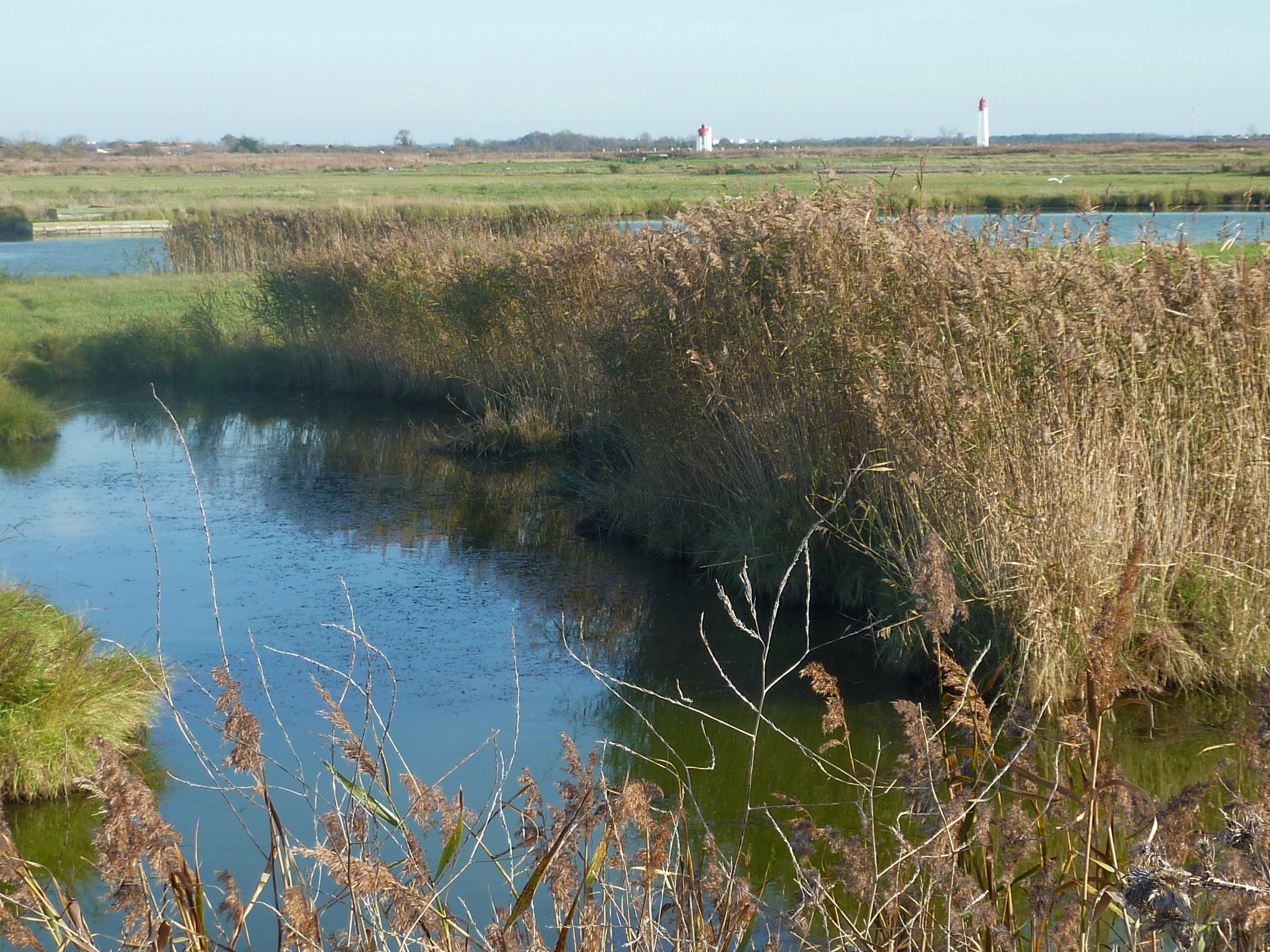
Marais de Flandre et de la Cabane, Fouras.
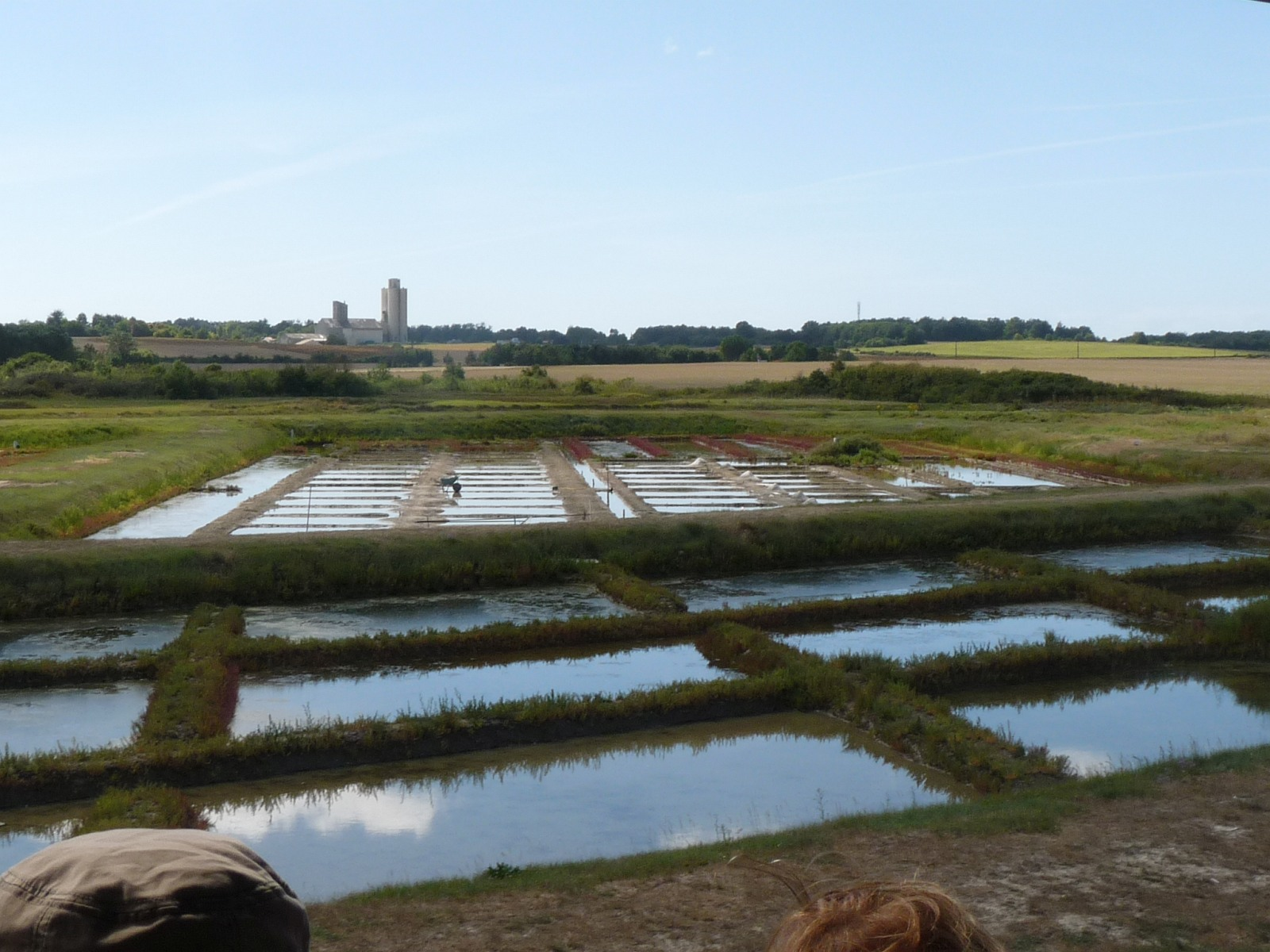
Marais salants à Mornac-sur-Seudre.
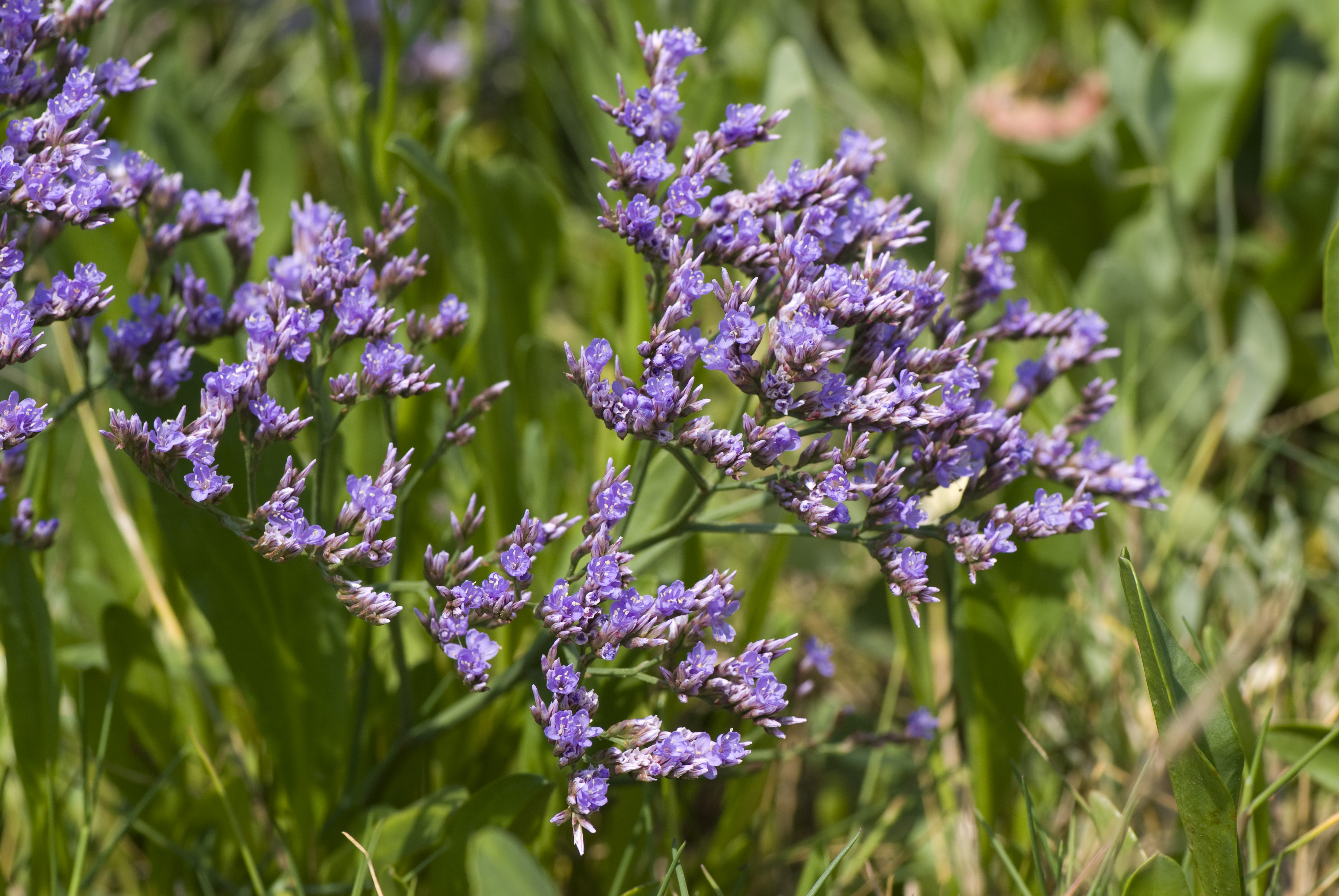
La lavande de mer, une des nombreuses espèces botaniques à s'épanouir dans les marais de la Seudre.

## Gouvernance de bassin

### Bassins administratifs
La gestion de l’eau, soumise à une législation nationale et à des directives européennes, se décline par bassin hydrographique, au nombre de sept en France métropolitaine, échelle cohérente écologiquement et adaptée à une gestion des ressources en eau. La Charente-Maritime est découpée en deux bassins : le bassin Loire-Bretagne sur la partie nord du territoire et le bassin Adour-Garonne, qui sont à la fois des circonscriptions administratives de bassin, territoires de gestion dont les limites sont des limites communales, et des bassins hydrographiques, territoires hydrographiques dont les limites sont des lignes de partage des eaux.
Chaque circonscription de bassin, également appelée bassin Directive-cadre sur l'eau (bassin DCE), est découpée en sous-bassins administratifs, dénommés aussi sous-bassins DCE, qui constituent un niveau intermédiaire d’agrégation entre la masse d'eau et le bassin Directive-cadre sur l'eau. La Charente-Maritime est découpée en deux bassins DCE et quatre sous-bassins : « Loire aval et côtiers vendéens » dans le bassin Loire-Bretagne et « Dordogne », « Charente », « Côtiers aquitains et charentais » dans le bassin Adour-Garonne.

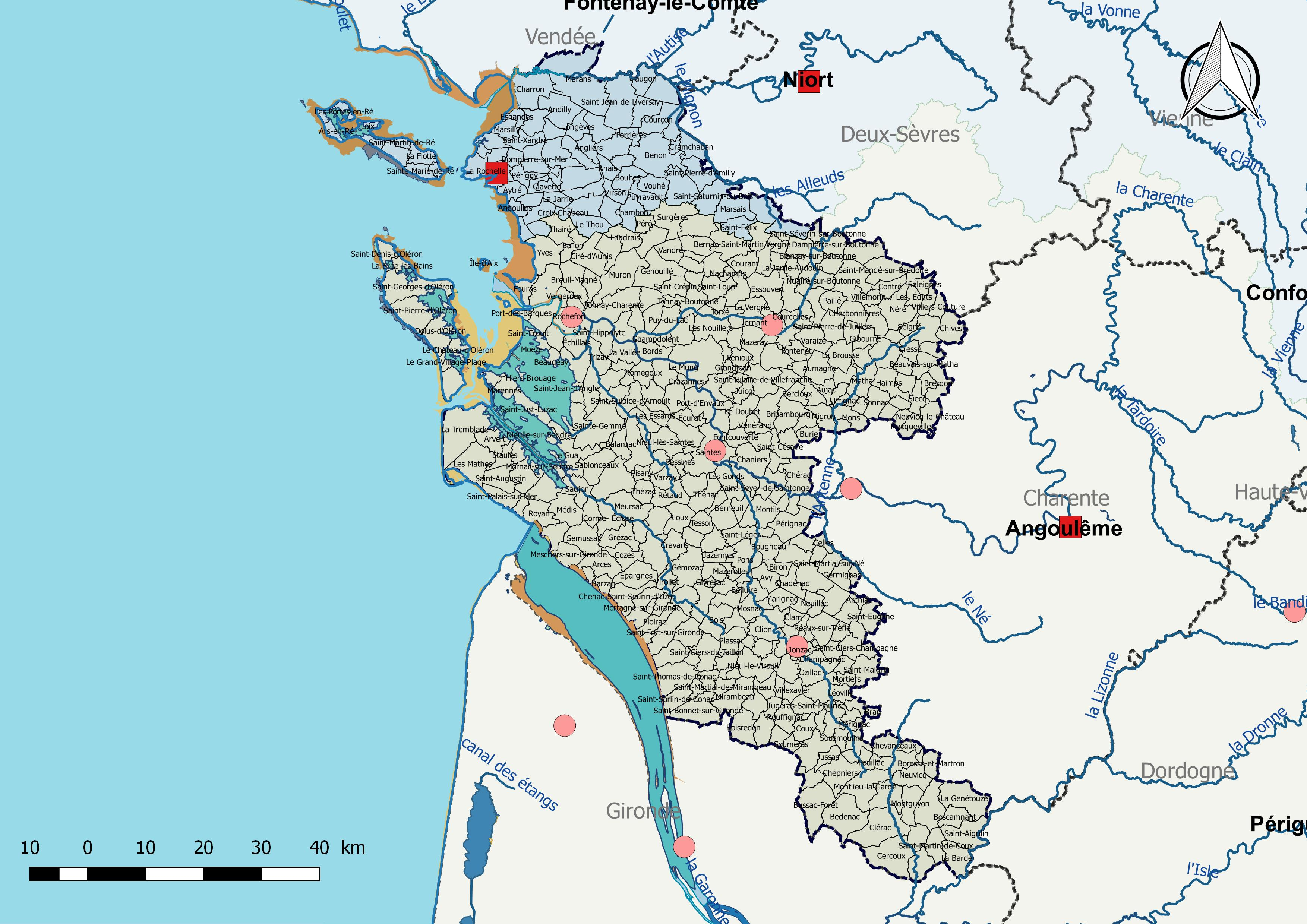
La Charente-Maritime est découpée en deux bassins DCE : Loire-Bretagne et Adour-Garonne.
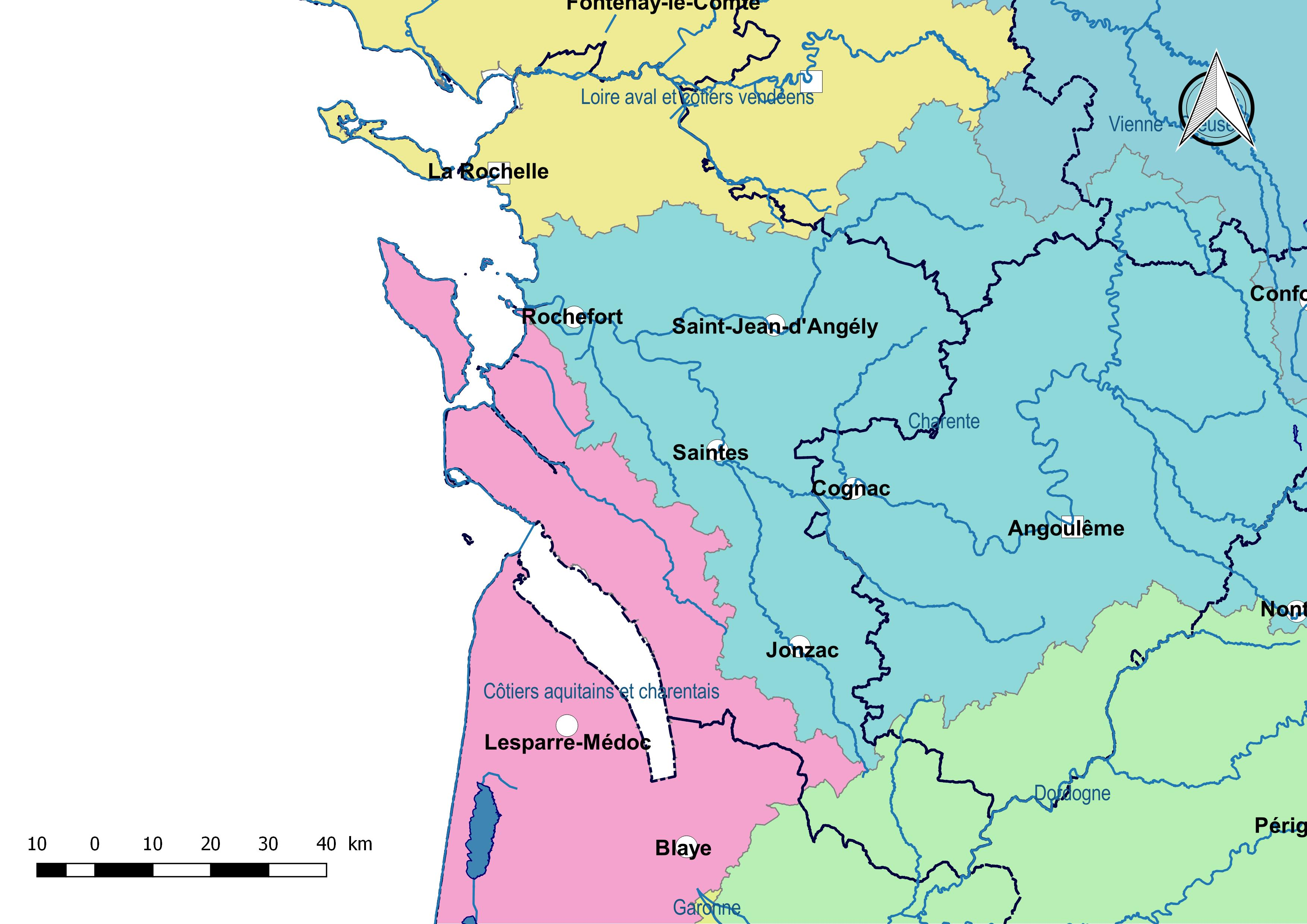
Le département est découpé en quatre sous-bassins administratifs : « Dordogne », « Charente », « Côtiers aquitains et charentais » et « Loire aval et côtiers vendéens ».

### Acteurs à l'échelle de bassins

#### Instances de bassin
La sphère de décision comprend le comité de bassin et le préfet coordonnateur de bassin. Les instances de bassins sont constituées de deux entités :
- le comité de bassin, une instance de concertation qui regroupe différents acteurs, publics ou privés, agissant dans le domaine de l’eau : collectivités, État, usagers, personnes qualifiées, milieux socioprofessionnels et le préfet coordonnateur de bassin. Le département de la Charente-Maritime dépend, selon les parties de son territoire, des comités de bassins Adour-Garonne et Loire-Bretagne ;
- l'agence de l'eau, un établissement public à caractère administratif de l’État. Le département de la Charente-Maritime dépend de deux agences de l'eau :
  - Adour-Garonne, dont le siège est à Toulouse ;
  - Loire-Bretagne, dont le siège est à Orléans, et plus particulièrement de la délégation « Allier-Loire amont » de l'agence de l'eau. Celle-ci assure le secrétariat de la commission territoriale Allier-Loire amont du comité de bassin et intervient sur les SAGE du territoire[45].

#### Commissions territoriales
Les commissions territoriales sont des instances d’échanges et de débats, qui organisent la concertation plus près du terrain entre comité de bassin et acteurs de l’eau. Elles regroupent le Préfet coordonnateur de bassin, des membres du Comité de bassin, des personnalités qualifiées, et les présidents des CLE et EPTB. Sur les huit commissions existant en Nouvelle-Aquitaine, trois concernent le département de la Charente-Maritime : « Charente », « Dordogne » et « Garonne ».

#### Commissions locales de l'eau
Une Commission locale de l'eau (CLE) est définie à l'échelle de chaque schéma d'aménagement et de gestion des eaux (SAGE), qui, respectant le schéma directeur d'aménagement et de gestion des eaux (SDAGE), précise les objectifs plus détaillés de l’utilisation de l’eau. Elle est composée de 50 % d’élus, 25 % d’usagers et 25 % d'administrations.

#### Établissements publics territoriaux de bassin
La loi du 30 juillet 2003 relative à la prévention des risques technologiques et naturels et à la réparation des dommages a fait des établissements publics territoriaux de bassin (EPTB) des acteurs officiels de la politique de l'eau à l'échelle d'un bassin versant ou d'un sous-bassin. Leur rôle a été renforcé par la loi sur l'eau et les milieux aquatiques du 30 décembre 2006 et par la loi du 12 juillet 2010 portant engagement national pour l’environnement (Grenelle II). Leur périmètre doit répondre à la cohérence hydrographique d'un bassin ou d’un sous-bassin hydrographique, sans limite de taille minimum. Ils sont déconnectés des limites administratives des collectivités membres.
Deux EPTB sont compétents sur le territoire de la Charente-Maritime : l'EPTB fleuve Charente et l'EPTB de la Dordogne (EPIDOR).

## Gouvernance locale

### Niveau départemental

#### Services de l'État
La police de l'eau réglemente les installations, ouvrages, travaux ou activités qui peuvent exercer des pressions sur les milieux. Elle est assurée par trois polices spécialisées : la police de l’eau et des milieux aquatiques, la police de la pêche et la police des installations classées. Les acteurs principaux sont :
- la Mission interservice de l'eau et de la nature (ex-Mission interservices de l’eau - MISE) qui rassemble, sous l'autorité du préfet et le pilotage de la Direction départementale des territoires (DDT), de nombreux services de l'État tels que la Direction régionale de l'environnement, de l'aménagement et du logement (DREAL), la Direction régionale de l'alimentation, de l'agriculture et de la forêt (DRAAF) de la région Nouvelle-Aquitaine, la Direction départementale de la protection des populations (DDPP), l'Office national de la chasse et de la faune sauvage (ONCFS), la gendarmerie ainsi que des établissements publics de l'État : Agence régionale de santé (ARS), les agences de l'eau [53] ;
- l'Office national de l'eau et des milieux aquatiques (Onema) dont l'action se coordonne avec l’ensemble des services des polices de l’eau dans le cadre de conventions avec les préfets ;
- la direction départementale des territoires et de la mer (DDTM) de la Charente-Maritime qui est le service unique de police de l'eau du département de la Charente-Maritime ;
- la gendarmerie et les maires qui sont compétents pour constater les infractions et les pollutions.

#### Autres organismes
- La Fédération départementale pour la pêche et la protection du milieu aquatique Charente-Maritime (FDPPMA 17) est une association qui coordonne et soutient les actions de 36 associations agréées pour la pêche et la protection du milieu aquatique (AAPPMA) responsables de la détention et la gestion des droits de pêche dans le département. Elle promeut et défend la pêche de loisirs en eau douce et participe à la protection et la gestion durable des milieux aquatiques ;
- la Chambre d'agriculture de la Charente-Maritime met en place avec les agriculteurs des programmes pour la préservation des milieux aquatiques.

### Niveau intercommunal
Force est de constater que la rivière n’est plus utilisée pour les besoins des riverains, que les travaux d’entretien sont coûteux et que le mode d’occupation des sols ainsi que les pratiques culturales ont été profondément modifiés. Les collectivités territoriales sont dès lors autorisées, mais ce n’est pas une obligation, à se substituer aux riverains pour assurer l’entretien et l’aménagement des cours d’eau non domaniaux lorsque ces travaux présentent un caractère d’intérêt général ou d’urgence (Article L.211-7 Code de l’Environnement). La constitution de syndicats intercommunaux pour l’entretien des rivières garantit la cohérence des interventions, permet de mutualiser les moyens des communes et de bénéficier de subventions publiques. Les communes ont donc été amenées petit à petit à se substituer aux riverains. Elles se sont regroupées en syndicats de rivières et ont pris en charge les travaux sur les cours d’eau non domaniaux.

#### Intercommunalités et GEMAPI
Depuis le 1er janvier 2018 et en application de la loi de modernisation de l'action publique territoriale et d'affirmation des métropoles (Maptam) promulguée le 27 janvier 2014, une nouvelle compétence exclusive et obligatoire de « gestion des milieux aquatiques et prévention des inondations » (GEMAPI) (essentiellement articles 56 à 59) est dévolue aux communes ou, en lieu et place des communes, par les établissements publics de coopération intercommunale à fiscalité propre (EPCI-FP). Les communes ou EPCI-FP pourront adhérer à des syndicats mixtes et leur transférer tout ou partie de la compétence. Les missions relatives à la GEMAPI sont définies dans l'article L. 211-7 du Code de l'environnement, il s’agit de,, :
- l'aménagement d’un bassin ou d’une fraction de bassin hydrographique (rétention, ralentissement et ressuyage des crues par exemple) - item 1° du L211-7 CE ;
- l'entretien et aménagement d’un cours d'eau, canal, lac ou plan d'eau, y compris ses accès - item 2 du L211-7 CE ;
- la défense contre les inondations et contre la mer ;
- la protection et la restauration des sites, des écosystèmes aquatiques et des zones humides ainsi que des formations boisées riveraines.

Par ailleurs la loi Ferrand du 3 août 2018 confie, à partir de 2020, la compétence de la gestion des eaux pluviales urbaines aux communautés urbaines et aux communautés d'agglomération. Elle est facultative pour les communautés de communes.
Instituée par arrêté du 20 janvier 2016, la stratégie d’organisation des compétences locales de l'eau (dite SOCLE) s’inscrit dans la réforme de la gouvernance de l’eau, issue des lois de modernisation de l’action publique territoriale et d’affirmation des métropoles (MAPTAM) et portant nouvelle organisation territoriale de la République (NOTRe). Elle vise à rationaliser les différents structures intervenant dans le domaine de l'eau. Elle a pour objet d'établir un descriptif de la répartition actuellement connue des compétences dans le domaine de l’eau (GEMAPI, eau potable, assainissement) entre les collectivités et leurs groupements et de proposer des regroupements. Pour le bassin Adour-Garonne, une première version a été arrêtée le 21 décembre 2017. Une nouvelle version de SOCLE est travaillée dès 2019 afin d'être intégrée aux documents d’accompagnement du futur schéma directeur d’aménagement et de gestion des eaux (SDAGE 2022-2027) prévu pour être adopté fin 2021.
Au 1er janvier 2020, la base nationale de l'intercommunalité (Banatic) recense dans la Charente-Maritime 13 intercommunalités à fiscalité propre disposant des compétences relatives aux items 1, 2 et 4 de la loi Gemapi propres aux cours d'eau (« Aménagement d'un bassin ou d'une fraction de bassin hydrographique », « Entretien et aménagement d'un cours d'eau, canal, lac ou plan d'eau » et « Protection et restauration des sites, des écosystèmes aquatiques, des zones humides et des formations boisées riveraines ») :
- CA Rochefort Océan[61],
- CA de La Rochelle[62],
- CA Royan Atlantique[63],
- CA de Saintes[64],
- CC Aunis Atlantique[65],
- CC Aunis Sud[66],
- CC du Bassin de Marennes[67],
- CC Cœur de Saintonge[68],
- CC de Gémozac et de la Saintonge Viticole[69],
- CC de la Haute Saintonge[70],
- CC de l'Île d'Oléron[71],
- CC de l'Île de Ré[72],
- Vals de Saintonge Communauté[73].

#### Syndicats de rivières
Les collectivités territoriales peuvent se regrouper et former un syndicat de rivière (à vocation unique ou multiple) qui sera compétent géographiquement sur une vallée ou une partie importante de celle-ci, dont l’objet est de mener toutes actions concernant la gestion d’un cours d’eau et de ses affluents (assainissement, restauration des milieux, travaux d’entretien, animation de la politique locale sur ce thème …). Mais le contexte réglementaire a fortement évolué avec la GEMAPI et de nombreuses études de gouvernance sont en cours en 2017. Toute situation doit être regardée à une date donnée. Elle est susceptible d'évoluer ensuite.
La SOCLE arrêtée en décembre 2017 faisait état de quatre structures de la Charente-Maritime ayant bénéficié d'aides de l'agende de l'eau Adour-Garonne :
- Communauté d'agglomération de Saintes,
- SIAH de la Boutonne amont,
- SI de gestion des bassins de l'Antenne, de la Soloire, du Remède, du Coran, du Bourru
- Syndicat mixte du bassin de la Seudre et de ses affluents.

Au 1er janvier 2020, la base nationale de l'intercommunalité (Banatic) recense dans la Charente-Maritime 9 syndicats intercommunaux disposant des compétences relatives aux items 1, 2 et 4 de la loi Gemapi propres aux cours d'eau (« Aménagement d'un bassin ou d'une fraction de bassin hydrographique », « Entretien et aménagement d'un cours d'eau, canal, lac ou plan d'eau » et « Protection et restauration des sites, des écosystèmes aquatiques, des zones humides et des formations boisées riveraines ») :
- SM du bassin versant du Curé[76]
- Syndicat intercommunautaire du littoral Yves - Châtelaillon - Aix - Fouras[77]
- SM Charente Aval (SMCA)[78]
- SM du bassin versant du Lary (SYMBAL)[79]
- SM du bassin de la Seudre[80]
- SM du bassin de la Seugne[81]
- Syndicat pour l'aménagement et la gestion du Bassin de l'Antenne (SYMBA)[82]
- SM pour l'étude de l'aménagement et de la gestion du bassin de la Boutonne (SYMBO)[83],[84]
- SM forum des marais atlantiques[85].

#### Entente intercommunautaire
La loi du 13 août 2004 permet aux groupements à fiscalité propre, ainsi qu’aux syndicats mixtes, de pouvoir instaurer une entente (articles L5221-1 et L5221-2 du CGCT), sur des sujets relevant de leur compétence, mais dépassant leurs aires géographiques. C'est ainsi que la communauté de communes du Bassin de Marennes et la communauté d'agglomération Rochefort Océan (CARO) ont créé en 2016 une Entente intercommunautaire pour une gestion concertée du marais de Brouage, avec l’ensemble de ses usagers. L'objectif est d'identifier et mettre en œuvre les mesures afin de préserver une biodiversité et un paysage exceptionnels (travaux, curage des canaux, gestion des niveaux d’eau…), tout en confortant les activités primaires (élevage, conchyliculture notamment) et de loisirs (chasse, pêche, promenade).

## Outils de planification et de programmation
La directive-cadre sur l'eau (DCE) du 23 octobre 2000 déploie une logique de planification (les « plans de gestion » que sont les schémas directeurs d’aménagement et de gestion des eaux (SDAGE) en France), associée à une politique de programmation (les « programmes de mesures » - PdM), à l’échelle des grands bassins hydrographiques.

### Schéma directeur d'aménagement et de gestion des eaux (SDAGE)
Le schéma directeur d'aménagement et de gestion des eaux (SDAGE) est un document de planification dans le domaine de l’eau. Il définit, pour une période donnée de six ans, les grandes orientations pour une gestion équilibrée de la ressource en eau ainsi que les objectifs de qualité et de quantité des eaux à atteindre dans le bassin hydrographique dont dépend le département. Il est établi en application des articles L.212-1 et suivants du code de l’environnement. Le département de la Charente-Maritime est concerné par le SDAGE Adour-Garonne.
| SDAGE                | Approbation par le Préfet coordonnateur de bassin | Approbation par le Préfet coordonnateur de bassin | Approbation par le Préfet coordonnateur de bassin            |
| SDAGE                | Période 2010-2015                                 | Période 2016-2021                                 | Période 2022-2027                                            |
| -------------------- | ------------------------------------------------- | ------------------------------------------------- | ------------------------------------------------------------ |
| SDAGE Adour-Garonne  | 1er décembre 2009                                 | 1er décembre 2015                                 | En préparation (état des lieux produit en novembre 2019)     |
| SDAGE Loire-Bretagne | 18 novembre 2009                                  | 18 novembre 2015                                  | En préparation (état des lieux approuvé le 20 décembre 2019) |

### Schéma d'aménagement et de gestion des eaux (SAGE)

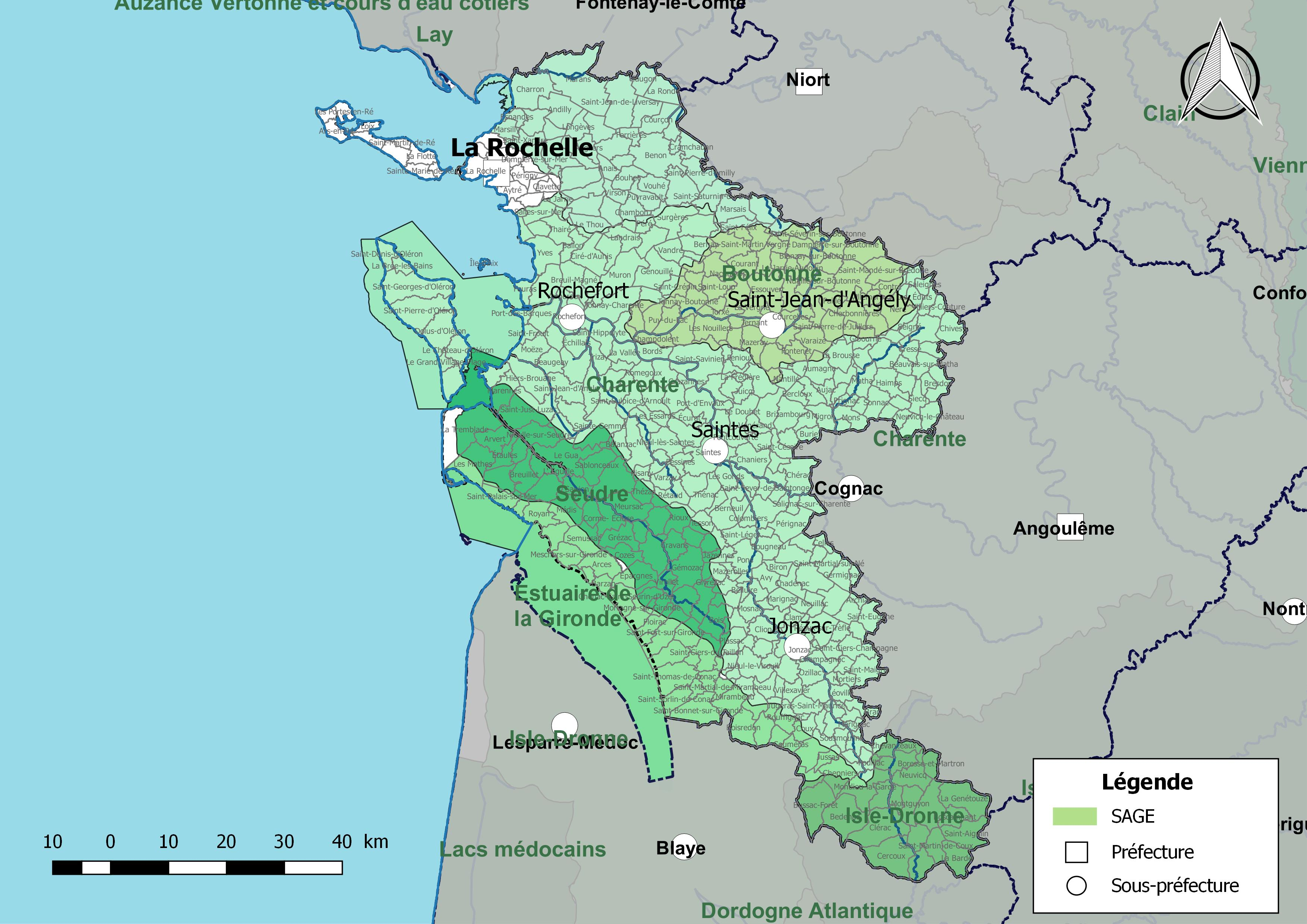
Carte des SAGE concernant la Charente-Maritime au 1er janvier 2018.

Le schéma d'aménagement et de gestion des eaux (SAGE) est le deuxième niveau de planification, au périmètre plus restreint que le schéma directeur d'aménagement et de gestion des eaux (SDAGE). Il est fondé sur une unité de territoire où s’imposent une solidarité physique et humaine (bassins versants, nappes souterraines, estuaires, …). Il fixe les objectifs généraux, les règles, les actions et moyens à mettre en œuvre pour gérer la ressource en eau et concilier tous ses usages. Le SAGE est élaboré par une commission locale de l'eau (CLE) composée d’élus, d’usagers et de représentants de l’État. Il doit être approuvé par le Préfet après avis du comité de bassin pour devenir opposable aux décisions publiques. Les SAGE doivent être compatibles avec les orientations du SDAGE en application sur leur territoire.
Dans le département, six territoires sont engagés dans une démarche de SAGE :
- un sur le bassin Loire-Bretagne : le SAGE Sèvre Niortaise et Marais Poitevin (approuvé le 29/04/2011[94]) ;
- cinq sur le bassin Adour-Garonne :
  - « Estuaire de la Gironde et milieux associés », approuvé le 30 août 2013[95],
  - « Boutonne », approuvé le 5 septembre 2016[96],
  - « Seudre », approuvé le 7 février 2018[97],
  - « Charente », approuvé le 1er novembre 2019[98],
  - « Isle-Dronne », en cours d'élaboration[99].

### Contrats territoriaux
Lorsque des masses d’eau sont soumises à de nombreuses pressions entraînant leur déclassement au titre du bon état ou des impacts sur les usages de l’eau, l’Agence de l’eau préconise la mise en œuvre de contrats à l’échelle du territoire. Ces contrats sont des programmes d’actions élaborés sur cinq ans, qui précisent les travaux ou études à réaliser, les maîtres d’ouvrage, les modes de financement, les échéances de réalisation, etc. Ils sont élaborés par un porteur de projet, accompagné des maîtres d’ouvrage et des partenaires techniques et financiers. Ces contrats n’ont pas de valeur juridique. Fin 2018, 17 programmes contractuels étaient engagés sur le bassin Adour-Garonne. Trois concernaient le département de la Charente-Maritime :
- « Né », achevé ;
- « Marais de Brouage », signé le 19 décembre 2019, pour trois ans[101] ;
- « Nappes profondes Gironde », signé, en cours d’exécution.

## Entretien et aménagement

### Entretien des cours d'eau
D’un point de vue réglementaire, la loi sur l'eau et les milieux aquatiques du 30 décembre 2006 (LEMA) a modifié la définition de l’entretien d’un cours d’eau fixée à l’article L.215-14 du code de l’environnement. Selon cet article, l’entretien régulier a pour objet « de maintenir ce cours d’eau dans son profil d’équilibre, de permettre l’écoulement naturel des eaux et de contribuer à son bon état écologique ou, le cas échéant, à son bon potentiel écologique, notamment par enlèvement des embâcles, débris et atterrissements, flottants ou non, par élagage ou recépage de la végétation des rives ». Les travaux susceptibles d’être engagés pour procéder à l’entretien sont strictement encadrés (articles L. 215-14 et R.215-2 du code de l’environnement) et doivent correspondre notamment à l'enlèvement des embâcles, débris et atterrissements, flottants ou non, l'élagage ou le recépage de la végétation des rives,,. Selon leur nature, les travaux d'entretien sont soumis à autorisation ou déclaration.

### Aménagement des cours d'eau
L'aménagement des cours d'eau comprend, entre autres :
- la réalisation d'infrastructures et de bâtiments (travaux routiers, zone d'aménagement concertée) ;
- la protection de berges ;
- la restauration hydromorphologique des cours d’eau, c’est-à-dire de ses profils en long et en travers et de son tracé planimétrique : capture, méandres, etc. ;
- la restauration de la continuité écologique, c’est-à-dire la possibilité de circulation des espèces animales et le bon déroulement du transport des sédiments.

En application de l’article L.214-1 du code de l’environnement, toute personne qui souhaite réaliser un projet ayant un impact sur l'eau ou le milieu aquatique doit soumettre ce projet à l’application de la loi sur l’eau. Selon leur nature, les travaux d'aménagement sont soumis à autorisation ou déclaration.

## Qualité des cours d'eau en Charente-Maritime

### État des lieux et objectifs du SDAGE
En application de la directive cadre sur l’eau (DCE), le comité de bassin réalise tous les six ans un diagnostic de son territoire portant sur deux éléments : la qualité des eaux, définie grâce à l'exploitation des données sur les milieux aquatiques (inventaires biologiques et analyses physico-chimiques), et l'identification des activités à l'origine de la dégradation de ces milieux.
La préparation du troisième et dernier cycle de gestion 2022 – 2027 pour atteindre le bon état des eaux, qui intègre la mise à jour du Schéma Directeur d’Aménagement et de Gestion des Eaux (SDAGE) et du Programme de Mesures (PDM) du bassin Adour-Garonne a été engagée dès 2018 et l’état des lieux a été produit en novembre 2019.

## Pêche et peuplements piscicoles

### Droit de pêche et associations de pêche
Le propriétaire riverain a le droit de pêche jusqu’à la limite de sa propriété (milieu de cours d’eau) sous réserve de disposer d’une carte de pêche (L. 435-4 et R435-34 à 39 du code de l’Environnement)
,. S’il le souhaite, le propriétaire peut signer un bail de pêche avec une association (exemple l'AAPPMA) ou la fédération de pêche départementale. En donnant le droit de pêche, qui ne le dessaisit pas lui-même de ce droit, il doit laisser un accès aux pêcheurs membres de cette association. En 2020, il y a 23 associations agréées de pêche et de protection du milieu aquatique (AAPPMA). Tout pêcheur non propriétaire riverain doit avoir acquis une carte de pêche pour la saison d'exercice. Celle-ci constitue avant tout un droit d’accès et d’exercice sur les territoires autorisés.

### Classement et peuplements piscicoles
La catégorie piscicole est un classement juridique des cours d'eau en fonction des groupes de poissons dominants. Un arrêté réglementaire préfectoral permanent reprend l’ensemble des dispositions applicables en matière de pêche dans le département de la Charente-Maritime en les différenciant selon les catégories piscicoles. Ces dispositions sont reprises sur le site de la fédération de pêche de la Charente-Maritime.

#### Cours d'eau de première catégorie
Un cours d'eau est déclaré de première catégorie lorsque le peuplement piscicole dominant est constitué de salmonidés (truite, omble chevalier, ombre commun, huchon). Si elles sont naturellement présentes (et non issues de réempoissonnements successifs), ces espèces sont réputées être de bons bioindicateurs. Elles sont en général accompagnées par d'autres petits poissons (vairon, chabot, etc). Ce type de cours d'eau est souvent qualifié de « rivière à truites ». En Charente-Maritime, les cours d'eau classés en première catégorie sont les suivants :
- la Boutonne, en amont du pont du Faubourg-de-Taillebourg, à Saint-Jean-d'Angély ;
- le Coran et l'Antenne, affluents de la Charente ;
- le Mignon, en amont du Moulin-Neuf (commune de Mauzé-sur-le-Mignon) ;
- la Maine ou Rochette, affluent de la Seugne ;
- les affluents et sous-affluents des cours d'eau situés dans le département et désignés ci-avant.

#### Cours d'eau de deuxième catégorie
Pour un cours d'eau de deuxième catégorie, le peuplement piscicole dominant est constitué essentiellement de poissons blancs (cyprinidés) (donc rivière cyprinicole) et de carnassiers (brochet, sandre et perche). Depuis les années 1990 ce type de rivières est également peuplé de silures. En Charente-Maritime, les cours d'eau classés en deuxième catégorie sont tous les cours d'eau qui ne sont pas classés en première catégorie.

### Qualité piscicole des cours d'eau
L'Onema a mis en place dans le département une dizaine de stations de suivi piscicole dans le cadre du réseau hydrobiologique et piscicole (RHP) et du réseau de contrôle et de surveillance (RCS). Elles sont complétées par près de 60 stations mises en place par la Fédération de Pêche de la Charente-Maritime, réparties sur l’ensemble du territoire départemental et inventoriées tous les trois ans.

## Continuité écologique

### Notion de continuité écologique
La continuité d’un cours d’eau est une notion introduite en 2000 par la Directive cadre européenne sur l'eau. En droit français, l'article R214-109 du code de l'environnement définit la notion d'obstacle à la continuité écologique. A contrario, la continuité écologique est obtenue en supprimant ou limitant ces obstacles et doit permettre d'assurer :
- la libre circulation des organismes aquatiques et leur accès aux zones indispensables à leur reproduction, leur croissance, leur alimentation ou leur abri ;
- le transport naturel des sédiments de l’amont à l’aval des cours d’eau ;
- les connexions latérales avec les réservoirs biologiques et en assurer leur bonne hydrologie

Le défaut de continuité écologique peut être la conséquence de la présence d'ouvrages en travers des cours d'eau, mais aussi d'ouvrages coupant les connexions latérales. En plus de constituer une entrave à la circulation des poissons, la fragmentation des cours d'eau affecte les capacités d'adaptation des espèces aux changements climatiques, induit des perturbations du fonctionnement des écosystèmes aquatiques et réduit l'efficacité des services rendus par les écosystèmes.

### Classement des cours d'eau

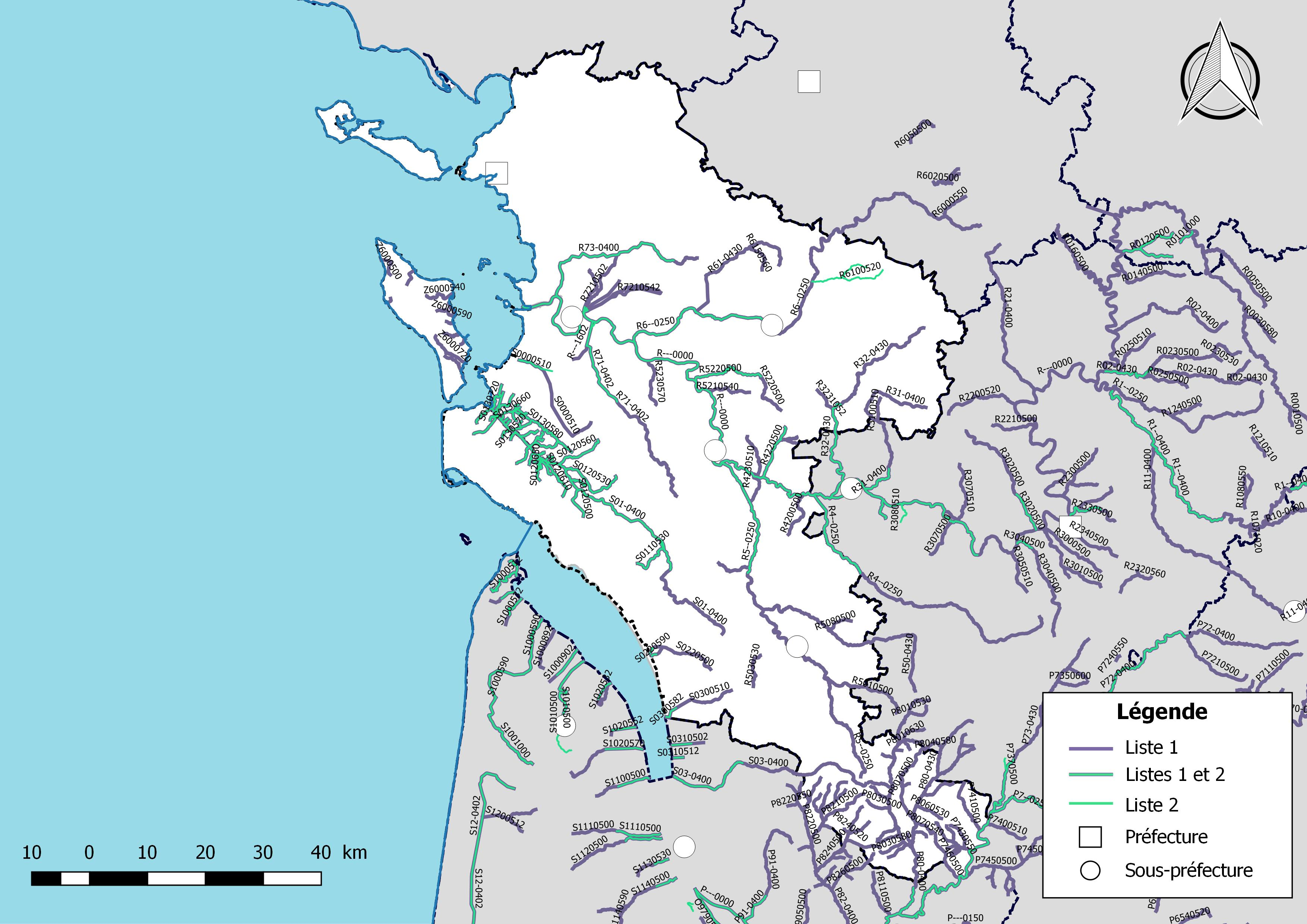
Carte des cours d'eau de la Charente-Maritime classés au titre de l'article L. 214-17 du Code de l’Environnement au sein du bassin Loire-Bretagne.

Depuis plus d'un siècle, des rivières sont classées pour bénéficier de mesures de protection particulières. Ces classements de cours d'eau, outils réglementaires, ont été établis afin de limiter l'impact des ouvrages construits en travers des cours d'eau sur la circulation piscicole. Avant 2006, deux catégories distinguaient certains cours d'eau en fonction de leur état et de la volonté de préserver et restaurer la continuité écologique : les rivières classées et les rivières réservées.
À partir de 2006, les critères de classement des cours d’eau ont été adaptés aux exigences de la directive cadre sur l’eau avec la loi sur l'eau et les milieux aquatiques (LEMA) du 30 décembre 2006 et le décret n° 2007-1760 du 14 décembre 2007. Pour atteindre l’objectif de bon état des eaux, les dispositifs antérieurs sont réformés pour intégrer l’ensemble des composantes de la continuité écologique. Deux listes de classement sont définies pour chacun des bassins hydrographiques (Article L. 214-17 du Code de l’Environnement). Les éléments de cadrage nécessaires pour l’établissement de ces nouveaux classements, qui seront arrêtés par les préfets coordonnateurs de bassin sur la base des propositions des préfets de département sont définis dans la circulaire du 6 février 2008. Le délai ultime pour procéder à la première refonte des classements était le 1er janvier 2014. Les nouveaux arrêtés de classement ont été publiés le 10 juillet 2012 pour les cours d'eau du bassin Loire-Bretagne, et le 7 octobre 2013 pour le bassin Adour-Garonne,.
En synthèse, ces listes s'inscrivent dans deux logiques différentes selon l'état initial de la rivière : préserver et/ou restaurer :
| Liste   | Objectifs | Conséquences |
| ------- | --- | --- |
| Liste 1 | Préserver les cours d’eau ou parties de cours d’eau : - en très bon état écologique, - « réservoirs biologiques », dotés d’une riche biodiversité jouant le rôle de pépinière, - nécessitant une protection complète des poissons migrateurs. | Interdiction de construire tout nouvel obstacle à la continuité écologique quel qu’en soit l’usage. Des prescriptions de maintien de la continuité écologique pour tout renouvellement de concession ou d'autorisations. |
| Liste 2 | Restaurer la continuité écologique sur les cours d’eau en assurant le transport suffisant des sédiments et la circulation des poissons. | Obligation de mise en conformité des ouvrages dans les 5 ans après publication de la liste. |

## Prévention des inondations

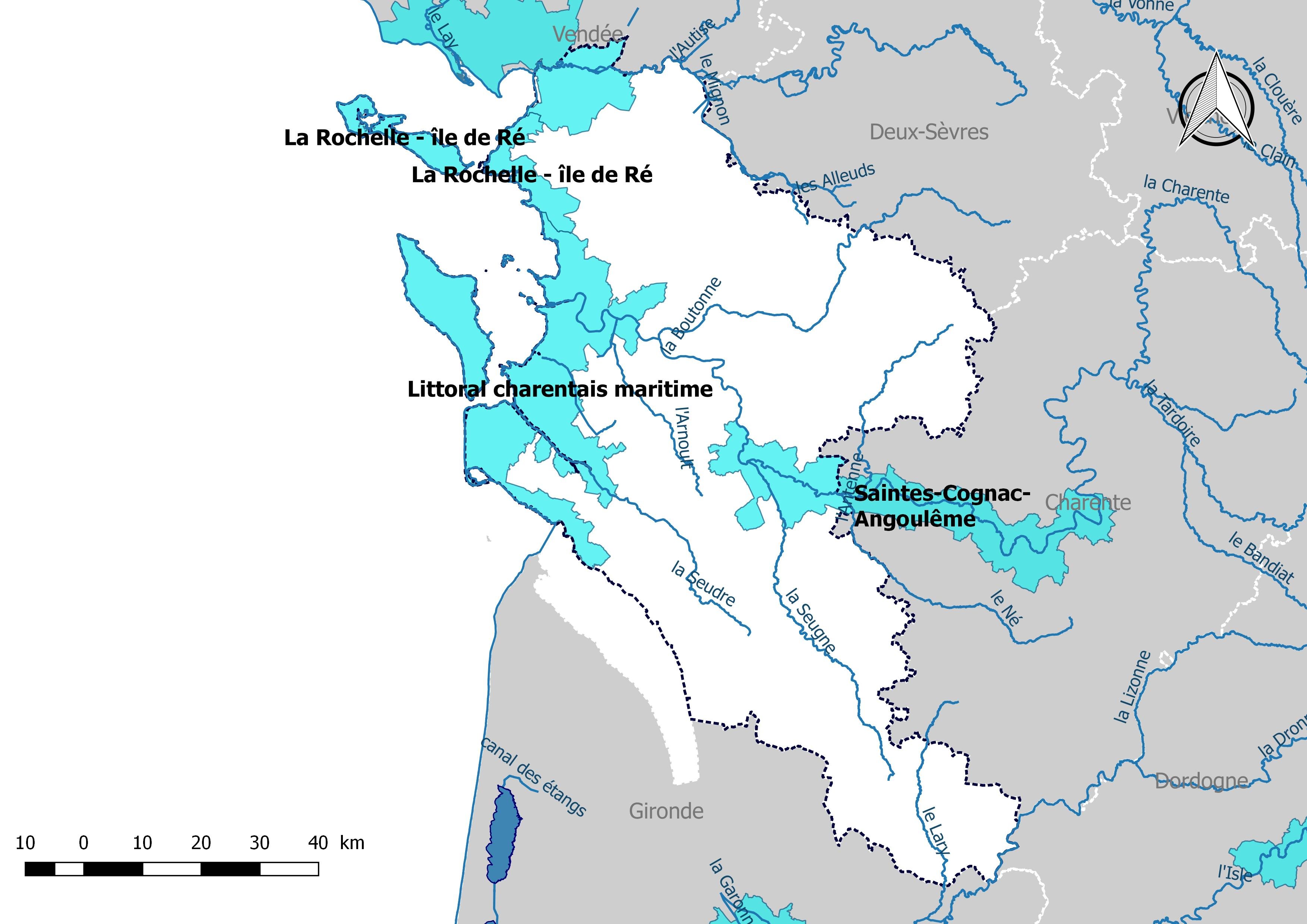
Le département comprend quatre TRI, dont un seul relatif à des débordements de cours d'eau (Saintes-Cognac-Angoulême).

Le risque d'inondation est un des risques majeurs susceptibles d'affecter le département de la Charente-Maritime. Il se caractérise par la possibilité qu'un aléa de type inondation se produise et occasionne des dommages plus ou moins importants aux personnes, aux biens ou à l'environnement sur le territoire départemental. Deux types d’inondation peuvent concerner le département : par débordement de cours d’eau (324 communes sont reconnues comme vulnérables à ce risque dans le dossier départemental des risques majeurs de la Charente-Maritime) et par ruissellement urbain (299 communes vulnérables). Un grand nombre de communes sont par ailleurs exposées à des inondations de type submersion marine, dues à une brusque élévation de la mer et non de cours d'eau.

### Territoires à risques importants d'inondation
La stratégie nationale de lutte contre les inondations définie en mars 2012, qui intègre elle-même des démarches de prévention antérieures, est déclinée localement. Différentes études ont permis de mieux appréhender la vulnérabilité du territoire et ont permis d’identifier quatre territoires à risques importants d'inondation (TRI), dont un seul est lié à des risques de débordements de cours d’eau :
Le TRI Saintes-Cognac-Angoulême, arrêté le 11 janvier 2013, un territoire qui couvre 42 communes dont 11 dans la Charente-Maritime,
Les trois autres TRI sont liés à des risques littoraux (submersion marine ou érosion côtière).
Toutes les communes du TRI Saintes-Cognac-Angoulême sont couvertes par un Plan de prévention des risques naturels, le PPRN Charente-amont,.

### Gestion des inondations
Au 1er janvier 2020, la base nationale de l'intercommunalité (Banatic) recense dans la Charente-Maritime 18 intercommunalités disposant de la compétence relative à l'item 3 de la loi Gemapi (« Défense contre les inondations et contre la mer ») :
- treize EPCI : CA Rochefort Océan[61], CA de La Rochelle[62], CA Royan Atlantique[63], CA de Saintes[64], CC Aunis Atlantique[65], CC Aunis Sud[66], CC du Bassin de Marennes[67], CC Cœur de Saintonge[68], CC de Gémozac et de la Saintonge Viticole[69], CC de la Haute Saintonge[70], CC de l'Île d'Oléron[71], CC de l'Île de Ré[72], Vals de Saintonge Communauté[73] ;
- cinq syndicats : Syndicat intercommunautaire du littoral Yves - Châtelaillon - Aix - Fouras[77], SM du bassin versant du Lary (SYMBAL)[79], SM du bassin de la Seugne[81], Syndicat pour l'aménagement et la gestion du Bassin de l'Antenne (SYMBA)[82], SM pour l'étude de l'aménagement et de la gestion du bassin de la Boutonne (SYMBO) [84]